# ألبرت أينشتاين
ألْبِرْت أينْشتاين (بالألمانية: Albert Einstein) (14 مارس 1879 – 18 أبريل 1955) عالم فيزياء ألماني المولد (تخلى عن الجنسية الألمانية لاحقاً) سويسري وأمريكي الجنسية، من أبوين يهوديين، يُشتهر بأبي النسبية كواضعٍ لنظريتي النسبية الخاصة والنسبية العامة الشهيرتين اللتين كانتا اللبنة الأولى للفيزياء النظرية الحديثة، حاز على جائزة نوبل في الفيزياء لعام 1921 عن ورقةٍ بحثيةٍ حول التأثير الكهروضوئي من ضمن ثلاثمائة ورقةٍ علميةٍ أخرى له في تكافؤ المادة والطاقة (E=mc²) وميكانيكا الكم وغيرها، وأدت استنتاجاته المبرهنة إلى تفسير العديد من الظواهر العلمية التي فشلت الفيزياء الكلاسيكية في إثباتها. بدأ مشواره مع النسبية «بالنسبية الخاصة» التي خالفت نظرية نيوتن في الزمان والمكان لتحل بشكل خاص مشاكلَ النظرية القديمة فيما يتعلق بالأمواج الكهرومغناطيسية عامة، والضوء خاصة، وذلك ما بين (1902 - 1909) في سويسرا. أما «النسبية العامة» فقد طرحها عام 1915 حيث ناقش فيها الجاذبية، وتُمثل الوصف الحالي للجاذبية في الفيزياء الحديثة. تعمم النسبية العامة كل من النسبية الخاصة وقانون الجذب العام لنيوتن بتقديمها وصفاً موحّداً للجاذبية على أنها خاصية هندسية للزمان والمكان، أو ما اصطلح عليه بالزَّمَكان.
وُلد أينشتاين في الإمبراطورية الألمانية، لكنه انتقل إلى سويسرا عام 1895 متخليًا عن جنسيته الألمانية (كمواطنٍ لمملكة فورتمبيرغ) في العام التالي. عاش أينشتاين في سويسرا بين عامي (1895 - 1914) باستثناء عام واحد في براغ، وحصل على دبلومه الأكاديمي من المدرسة التقنية الفدرالية السويسرية في زيورخ في عام 1900. حصل على الجنسية السويسرية في عام 1901، واحتفظ بها بقية حياته بعدما عاش بلا جنسيةٍ لأكثرَ من خمس سنوات. في عام 1905 حصل على درجة الدكتوراه من جامعة زيورخ. وفي العام نفسه نشر أربع ورقاتٍ رائدةٍ (سُمي ذلك العام «العام المعجزة») نقلته إلى العالم الأكاديمي في سن السادسة والعشرين. درّس أينشتاين الفيزياء النظرية في زيورخ بين عامي (1912 - 1914) قبل أن يغادر إلى برلين حيث انتخب في أكاديمية العلوم البروسية.
في عام 1933 -وعندما كان أينشتاين يزور الولايات المتحدة- جاء أدولف هتلر إلى السلطة، وبسبب خلفيته اليهودية لم يعد من بعد ذلك إلى ألمانيا. استقر في الولايات المتحدة وأصبح مواطنًا أمريكيًّا في عام 1940. عشية الحرب العالمية الثانية صادق على رسالةٍ إلى الرئيس فرانكلين روزفلت تنبهه إلى التطور المحتمل ل«القنابل النووية»، ويوصي بأن تبدأ الولايات المتحدة بإجراء بحث مماثل، ما أدى في نهاية المطاف إلى مشروع مانهاتن. دعم أينشتاين قوات الحلفاء، لكنه شجب بشكل عام فكرة استخدام الانشطار النووي كسلاح. ووقع على بيان راسل-أينشتاين مع الفيلسوف البريطاني برتراند راسل الذي سلط الضوء على خطر الأسلحة النووية. عمل أينشتاين في معهد الدراسات المتقدمة في برينستون-نيو جيرسي حتى وفاته في عام 1955.

## الحياة والمهنة

### النشأة والتعليم

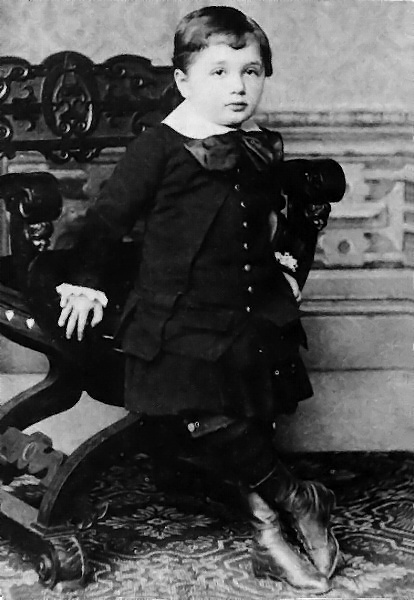
أينشتاين في سن الثالثة عام 1882.

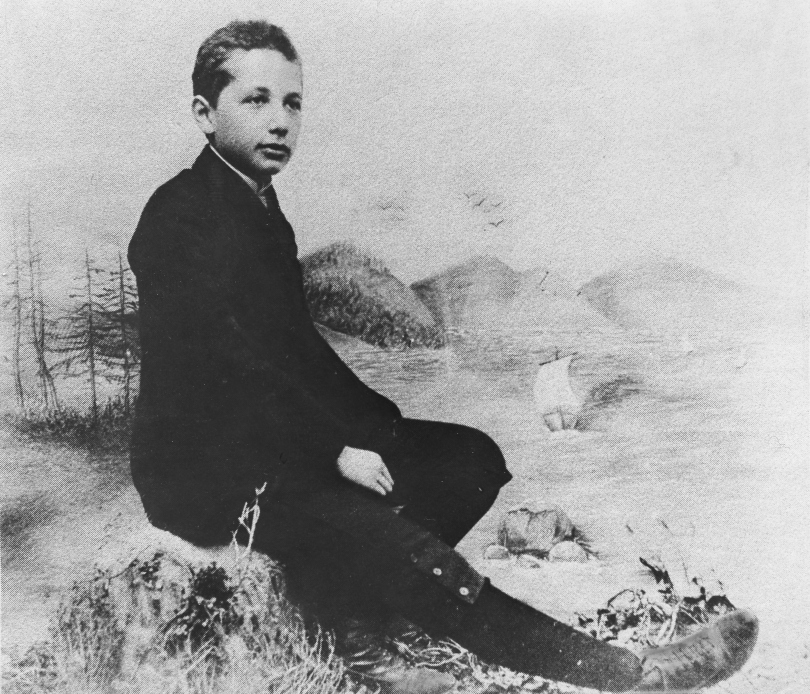
ألبرت أينشتاين عام 1893 (14 عامًا).

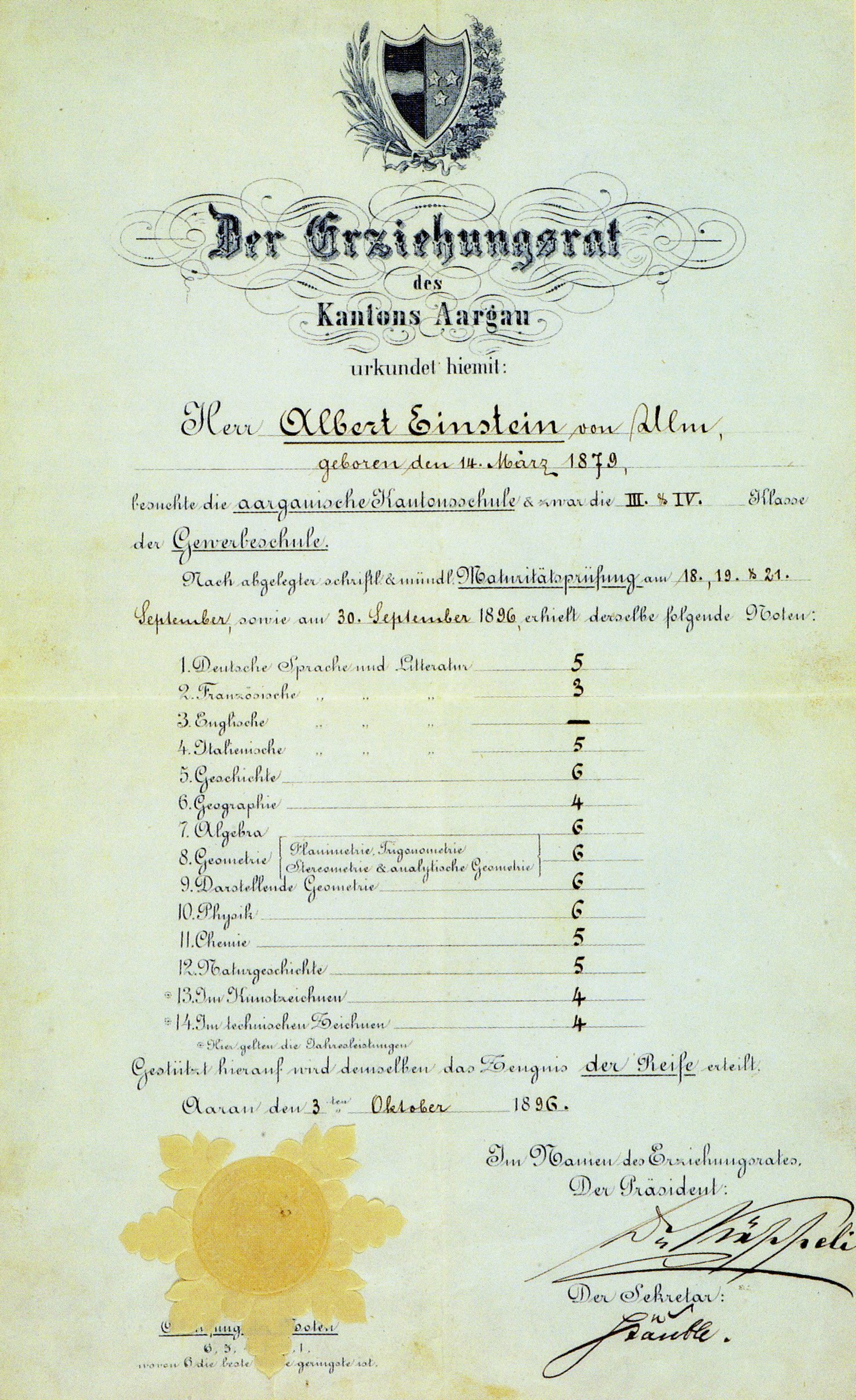
شهادة الماتورا لأينشتاين، 1896.

ولد ألبرت أينشتاين في أولم، في مملكة فورتمبيرغ في الرايخ الألماني في 14 مارس 1879 لعائلةٍ علمانيةٍ من اليهود الأشكناز. والداه هيرمان أينشتاين مهندس وتاجر، وبولين كوخ. انتقلت العائلة في عام 1880 إلى ميونخ حيث أسس والد ألبرت وعمه ياكوب شركة Elektrotechnische Fabrik J. Einstein & Cie لصنع المعدات الكهربائية على أساس التيار المستمر.
التحق ألبرت بمدرسةٍ ابتدائيةٍ كاثوليكيةٍ في ميونخ في سن الخامسة لمدة ثلاث سنوات، ونُقل في سن الثامنة إلى Luitpold-Gymnasium (المعروفة الآن باسم Albert-Einstein-Gymnasium) حيث تلقى تعليمًا ابتدائيًا وثانويًا متقدمًا حتى غادر ألمانيا بعد سبع سنوات.
في عام 1894 خسرت شركة هيرمان وياكوب عقدًا لتزويد مدينة ميونخ بالإنارة الكهربائية لافتقارهم لرأس المال اللازم لتحويل معداتهم من معيار التيار المستمر (DC) إلى معيار التيار المتردد (AC) الأكثر كفاءة، وأجبرتِ الخسارة على بيع مصنع ميونخ، فانتقلت العائلة إلى إيطاليا بحثًا عن عمل؛ أولًا إلى ميلانو وبعد بضعة أشهرٍ إلى بابية. بانتقال العائلة إلى بابية بقي أينشتاين -البالغ 15 عامًا- في ميونخ لإكمال دراسته في Luitpold Gymnasium. قصد والده أن يتابع في دراسة الهندسة الكهربائية، لكن أينشتاين اصطدم مع السلطات واستاء من نظام المدرسة وطريقة التدريس، وكتب لاحقًا أن روح التعلم والتفكير الإبداعي ضاعت في طريقة التعليم الصارم عن ظهر قلب. نهايةَ ديسمبر 1894 سافر إلى إيطاليا للانضمام إلى عائلته في بابية مستخدمًا مذكرةً من الطبيب كعذرٍ لإقناع المدرسة بالسماح له بالسفر، وخلال تلك الفترة في إيطاليا كتب مقالًا قصيرًا بعنوان «حول التحقيق في حالة الأثير في مجال مغناطيسي».
برع أينشتاين في الرياضيات والفيزياء منذ صغره، ووصل إلى مستوى رياضي عالٍ قبل سنواتٍ من أقرانه. تعلم أينشتاين ذو الاثني عشر عامًا الجبر والهندسة الإقليدية في صيفٍ واحد. اكتشف أيضًا بشكلٍ مستقلٍ برهانه الأصلي على مبرهنة فيثاغورس بعمر 12 عامًا. ذكر معلم العائلة ماكس تالمود إنه خلال وقتٍ قصيرٍ بعدما أعطى ألبرت البالغ اثني عشر عامًا كتابًا في الهندسة: «عمل أينشتاين على الكتاب بأكمله. ومن ثم كرّس نفسه للرياضيات العليا... سرعان ما بدأتِ الرحلة، كانت براعته في الرياضيات عاليةً لدرجة أنني لم أتمكن من متابعته». أدى شغفه بالهندسة والجبر إلى اقتناع الطفل ذي الاثني عشر عامًا بأن الطبيعة يمكن فهمها على أنها «بنية رياضية». بدأ أينشتاين بتعليم نفسه حساب التفاضل والتكامل في سن الثانية عشرة، وعندما بلغ الرابعة عشرة قال إنه «أتقن حساب التفاضل والتكامل».
في سن الثالثة عشرة بعدما غدا أكثر اهتمامًا بالفلسفة (والموسيقى) تعرف على كتاب كانط نقد العقل الخالص، وأضحى كانط فيلسوفه المفضل، وقال معلمه: «في ذلك الوقت كان لا يزال طفلًا يبلغ من العمر ثلاثة عشر عامًا فقط، لكن أعمال كانط -غير المفهومة للبشر العاديين- بدت واضحةً له».
في عام 1895 في سن 16 خضع أينشتاين لامتحانات القبول في مدرسة الفنون التطبيقية الفيدرالية السويسرية في زيورخ (فيما بعد Eidgenössische Technische Hochschule ETH)، إلا أنه فشل في الوصول إلى المعيار المطلوب في الجزء العام من الامتحان، لكنه حصل على درجاتٍ استثنائيةٍ في الفيزياء والرياضيات، وبناءً على نصيحة مدير مدرسة الفنون التطبيقية التحق بمدرسة كانتون أرجوفيان (جمنازيوم) في أراو-سويسرا في عامي 1895 و1896 لإكمال تعليمه الثانوي. أثناء إقامته مع عائلة جوست وينتلر وقع في حب ماري ابنة وينتلر. (تزوجت شقيقة ألبرت الصغرى مايا في وقتٍ لاحقٍ من بول نجل وينتلر). في يناير 1896 وبموافقة والده تخلى أينشتاين عن جنسيته في مملكة فورتمبيرغ الألمانية لتجنب الخدمة العسكرية. وفي سبتمبر 1896 اجتاز شهادة الماتورا السويسرية بدرجاتٍ جيدةٍ في الغالب، بما في ذلك أعلى درجة (6) في الفيزياء والمواد الرياضية، على مقياس من 1-6. في سن 17 التحق ببرنامج دبلوم تدريس الرياضيات والفيزياء لمدة أربع سنواتٍ في مدرسة الفنون التطبيقية الفيدرالية بينما انتقلت ماري وينتلر -التي كانت تكبره بعامٍ- إلى أولسبيرج-سويسرا للعمل كمدرسة.
كانت زوجة أينشتاين المستقبلية الصربية ميلفا ماريك تبلغ من العمر 20 عامًا عندما التحقت بمدرسة الفنون التطبيقية ذلك العام، وكانت المرأة الوحيدة بين الطلاب الستة في قسم الرياضيات والفيزياء في دورة دبلوم التدريس. تطورت -على مدى السنوات القليلة التالية- صداقة أينشتاين وماريك إلى قصة حب، وقضيا ساعاتٍ لا حصرَ لها في المناظرة وقراءة الكتب معًا حول الفيزياء اللاصفية التي كانا مهتمين بها. كتب أينشتاين في رسائله إلى ماريك إنه يفضل الدراسة بجانبها. في عام 1900 نجح أينشتاين في اجتياز امتحانات الرياضيات والفيزياء وحصل على دبلوم التدريس الفيدرالي. هناك أدلة شهود عيانٍ والعديد من الرسائل على مدى سنواتٍ عديدةٍ تشير إلى أن ماريك ربما تعاونت مع أينشتاين في أوراقه التاريخية لعام 1905، المعروفة باسم أوراق العام المعجزة، وأنهما طورا بعض المفاهيم معًا خلال دراستهما مع أن بعض مؤرخي الفيزياء ممن درسوا هذه القضية لا يوافقون على أنها قدمت مساهماتٍ جوهرية.

### الزواج والأطفال

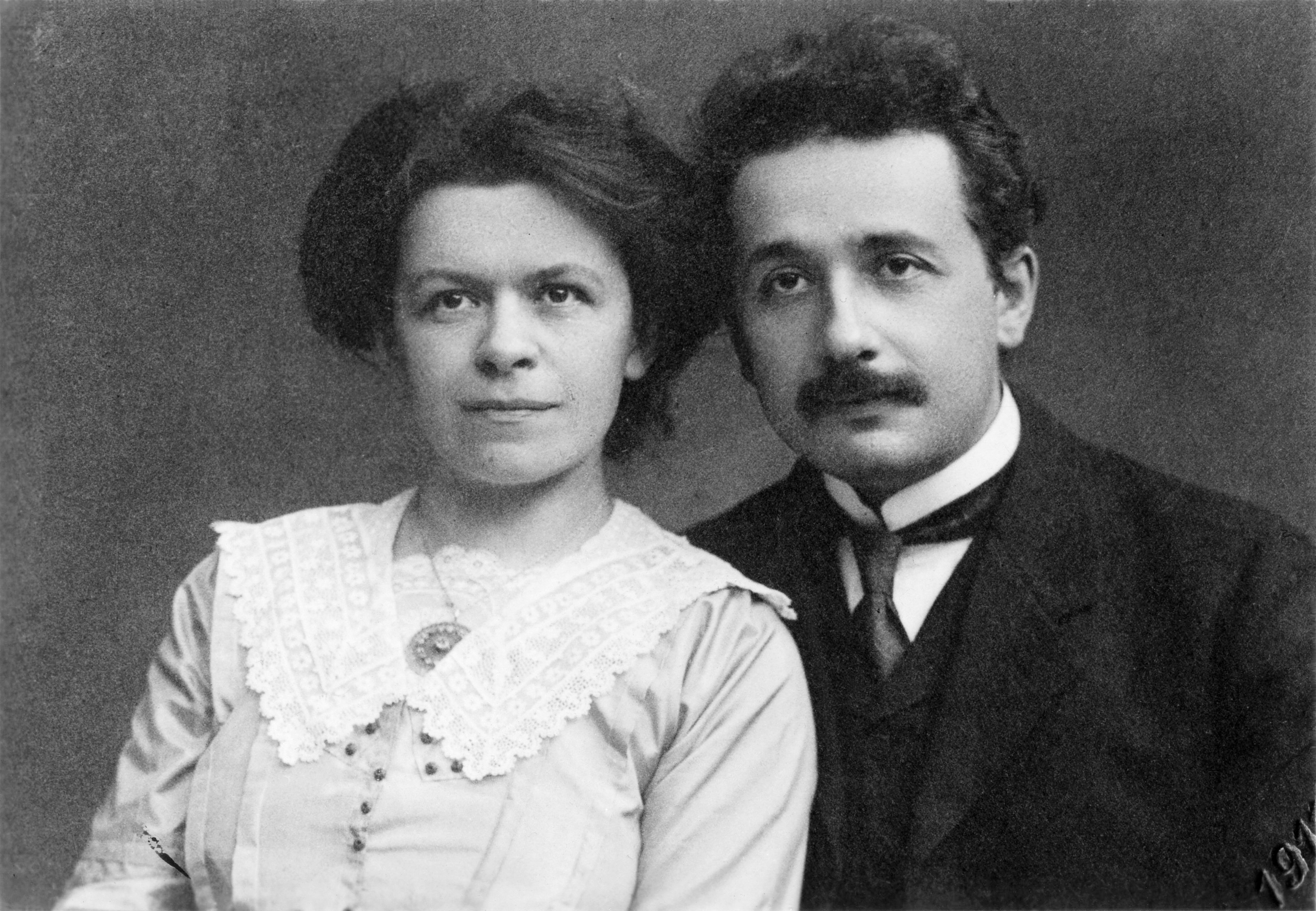
ألبرت أينشتاين وميلفا ماريك أينشتاين، 1912.

كشفت المراسلات المبكرة بين أينشتاين وماريك -والتي اكتشفت ونشرت في عام 1987- أن لدى الزوجين ابنة اسمها «ليسيرل» وُلدت أوائلَ عام 1902 في نوفي ساد (عاصمة إقليم فويفودينا في صربيا) حيث كانت ماريك تقيم مع والديها. عادت ماريك إلى سويسرا بدون الطفلة التي لا يعرف اسمها الحقيقي ومصيرها. تشير محتويات رسالة أينشتاين في سبتمبر 1903 إلى أن الفتاة إما وُضعت للتبني أو ماتت بسبب الحمى القرمزية في سن الطفولة.
تزوج أينشتاين وماريك في يناير 1903، وفي مايو 1904 ولد ابنهما هانز ألبرت أينشتاين في برن-سويسرا، وولد ابنهما إدوارد في زيورخ في يوليو 1910. انتقل الزوجان إلى برلين في أبريل 1914، لكن ماريك عادت إلى زيورخ مع أبنائهما بعدما علمت أنه بالرغم من علاقتهما الوثيقة من قبل فقد كان الانجذاب الرومانسي الرئيس لأينشتاين هو نحو ابنة عمه إلسا أينشتاين؛ التي كانت ابنة عمه الأولى وابنة عمه الثانية من الأب. انفصل أينشتاين وماريك في 14 فبراير 1919 بعدما عاشا منفصلين لخمس سنوات. وكجزءٍ من تسوية الطلاق وافق أينشتاين على منح ماريك -في المستقبل- مال جائزة نوبل.
وفي رسائلَ كُشف عنها في عام 2015 كتب أينشتاين إلى حبيبته المبكرة ماري وينتلر عن زواجه ومشاعره القوية تجاهها. كتب في عام 1910 بينما كانت زوجته حاملًا بطفلهما الثاني: «أفكر فيك في حب صادق في كل دقيقة فراغ، وأنا غير سعيد للغاية كما يمكن للرجل فقط أن يكون». تحدث عن «حب مضلل» و«حياة ضائعة» فيما يتعلق بحبه لماري.
تزوج أينشتاين من إلسا في عام 1919، بعدما أقام علاقةً معها منذ عام 1912. وهاجرا إلى الولايات المتحدة في عام 1933. فيما بعد شُخّصت إلسا بمشاكلَ في القلب والكلى في عام 1935 وتوفيت في ديسمبر 1936.
في عام 1923 وقع أينشتاين في حب سكرتيرةٍ تدعى بيتي نيومان؛ ابنة أخت صديقٍ مقربٍ هو هانس موهسام. في مجلدٍ من الرسائل صادرٍ عن الجامعة العبرية في القدس في عام 2006، وصف أينشتاين حوالي ست نساءٍ بما في ذلك مارغريت ليباخ (نمساوية شقراء)، وإستيلا كاتزينيلنبوجن (صاحبة متجر زهور ثرية)، وتوني مندل (أرملة يهودية ثرية)، وإثيل ميتشانوفسكي (أخصائية اجتماعية من برلين) قضى معهن بعض الوقت وتلقى منهن هدايا في أثناء زواجه من إلسا. في وقتٍ لاحقٍ بعد وفاة زوجته الثانية إلسا، كان لفترةٍ وجيزةٍ على علاقةٍ مع مارجريتا كونينكوفا، وهي جاسوسة روسية تزوجت من النحات الروسي الشهير سيرجي كونينكوف (الذي صنع التمثال البرونزي لأينشتاين الموجود في معهد الدراسات المتقدمة في برينستون).
أصيب إدوارد نجل أينشتاين الثاني بانهيارٍ في سن العشرين تقريبًا وشُخص بالفصام. قامت والدته برعايته، وكان أيضًا ملازمًا للمصحات لعدة فترات، وأخيرًا -بعد وفاة ماريك- نُقل بشكلٍ دائمٍ إلى مستشفى بورڠوزلي الجامعي للطب النفسي في زيورخ.

### مكتب براءات الاختراع

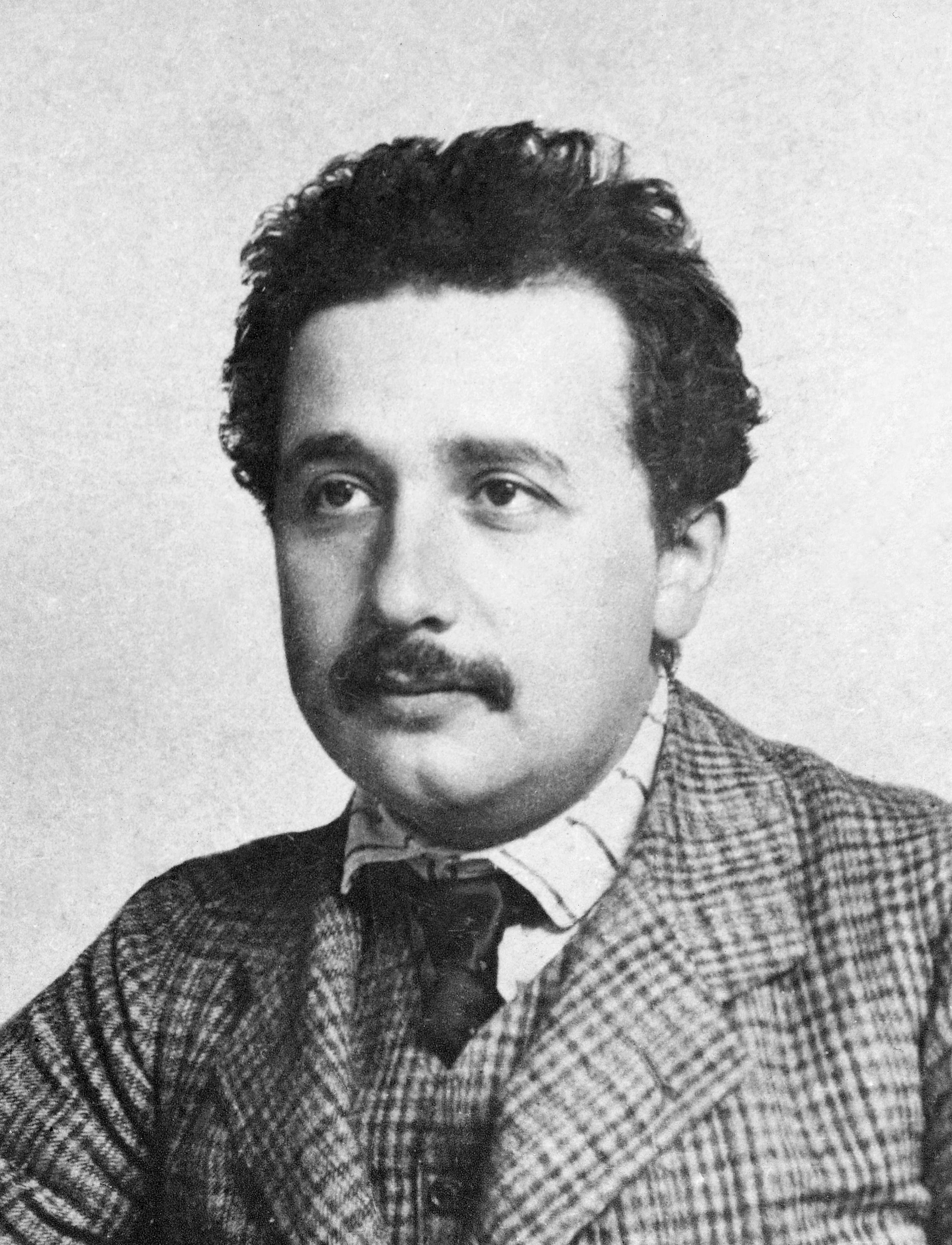
أينشتاين عام 1904 (25 عامًا).

بعد تخرجه في عام 1900 أمضى أينشتاين ما يقرب من عامين بحثًا عن وظيفة تدريس. حصل على الجنسية السويسرية في فبراير 1901، لكنه لم يُجنّد لأسبابٍ طبية. وبمساعدة والد مارسيل غروسمان حصل على وظيفةٍ في برن في مكتب براءات الاختراع السويسري، كممتحن مساعد-المستوى الثالث.
قام أينشتاين بتقييم طلبات براءات الاختراع لمجموعةٍ متنوعةٍ من الأجهزة بما في ذلك فارز الحصى والآلة الكاتبة الكهروميكانيكية. في عام 1903 أصبح منصبه في مكتب براءات الاختراع السويسري دائمًا، على الرغم من أنه تجاوزه للترقية إلى أن «أتقن تمامًا تكنولوجيا الآلات».
يتعلق الكثير من عمله في مكتب براءات الاختراع بأسئلةٍ حول نقل الإشارات الكهربائية والتزامن الكهربائي-الميكانيكي للوقت، وهما مشكلتان تقنيتان تظهران بشكل واضح في التجارب الفكرية التي قادت أينشتاين في النهاية إلى استنتاجاته الجذرية حول طبيعة الضوء وصلةٍ أساسيةٍ بين المكان والزمان.
بدأ أينشتاين مع عددٍ قليلٍ من الأصدقاء ممن التقى بهم في برن مجموعة نقاشٍ صغيرةٍ في عام 1902 أطلق عليها اسم «أكاديمية أوليمبيا» ساخرًا، والتي كانت تجتمع بانتظامٍ لمناقشة العلوم والفلسفة. في بعض الأحيان انضمت إليهم ميليفا التي استمعت باهتمامٍ لكنها لم تشارك. تضمنت قراءاتهم أعمال هنري بوانكاريه وإرنست ماخ وديفيد هيوم، والتي أثرت على نظرته العلمية والفلسفية.

### أولى الأوراق العلمية

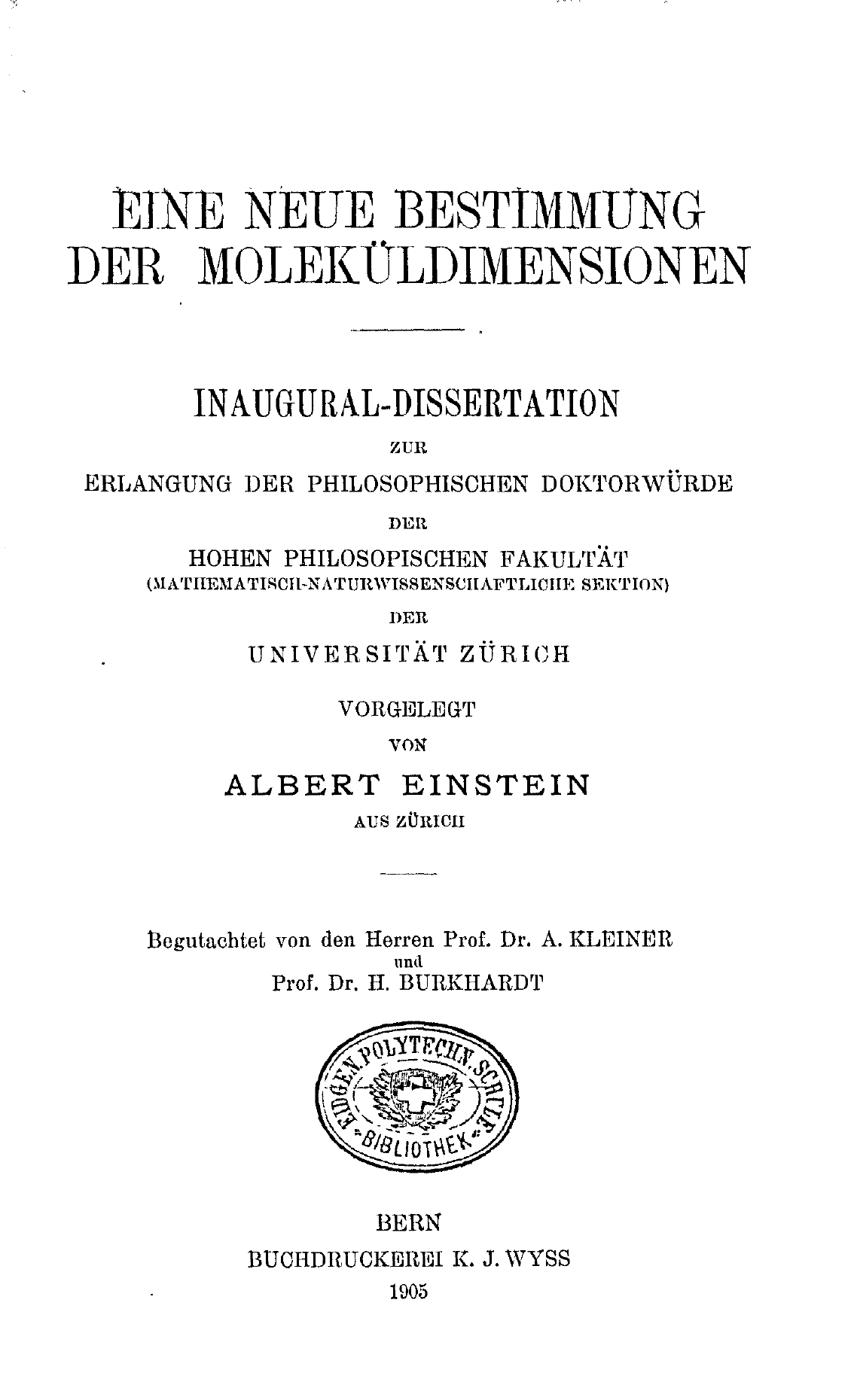
صورة الغلاف لأطروحة الدكتوراه لألبرت أينشتاين عام 1905.

عامَ 1900 نُشرت ورقة أينشتاين البحثية بعنوان («استنتاجات من ظاهرة الشعيرات») في مجلة حوليات الفيزياء. وفي 30 أبريل 1905 أكمل أينشتاين أطروحته تحديد جديد للأبعاد الجزيئية مع ألفريد كلاينر بصفته مستشارًا مبدئيًا. قبلت أطروحته في يوليو 1905، وحصل على درجة الدكتوراه في 15 يناير 1906.
في عام 1905 أيضًا -والذي أطلق عليه اسم العام المعجزة- نشر أربع أوراقٍ بحثيةٍ رائدةٍ حول التأثير الكهروضوئي، والحركة البراونية، والنسبية الخاصة، وتكافؤ الكتلة والطاقة، والتي كان من شأنها أن تلفت انتباه العالم الأكاديمي إليه وهو في سن السادسة والعشرين.

### المهنة الأكاديمية
بحلول عام 1908 اعترف بأينشتاين كعالمٍ رائدٍ وعُين محاضرًا في جامعة برن، وفي العام التالي -وبعدما ألقى محاضرةً عن الديناميكا الكهربائية ومبدأ النسبية في جامعة زيورخ- أوصاه ألفريد كلاينر في الكلية بالحصول على درجة أستاذٍ في الفيزياء النظرية، وعيّن أستاذًا مشاركًا في عام 1909.
أصبح أينشتاين أستاذًا متفرغًا في جامعة تشارلز فرديناند الألمانية في براغ في أبريل 1911، ووافق على الحصول على الجنسية النمساوية في الإمبراطورية النمساوية المجرية للقيام بذلك. وخلال إقامته في براغ كتب أحد عشر عملاً علميًا؛ خمسة منها في الرياضيات الإشعاعية ونظرية الكم للمواد الصلبة.

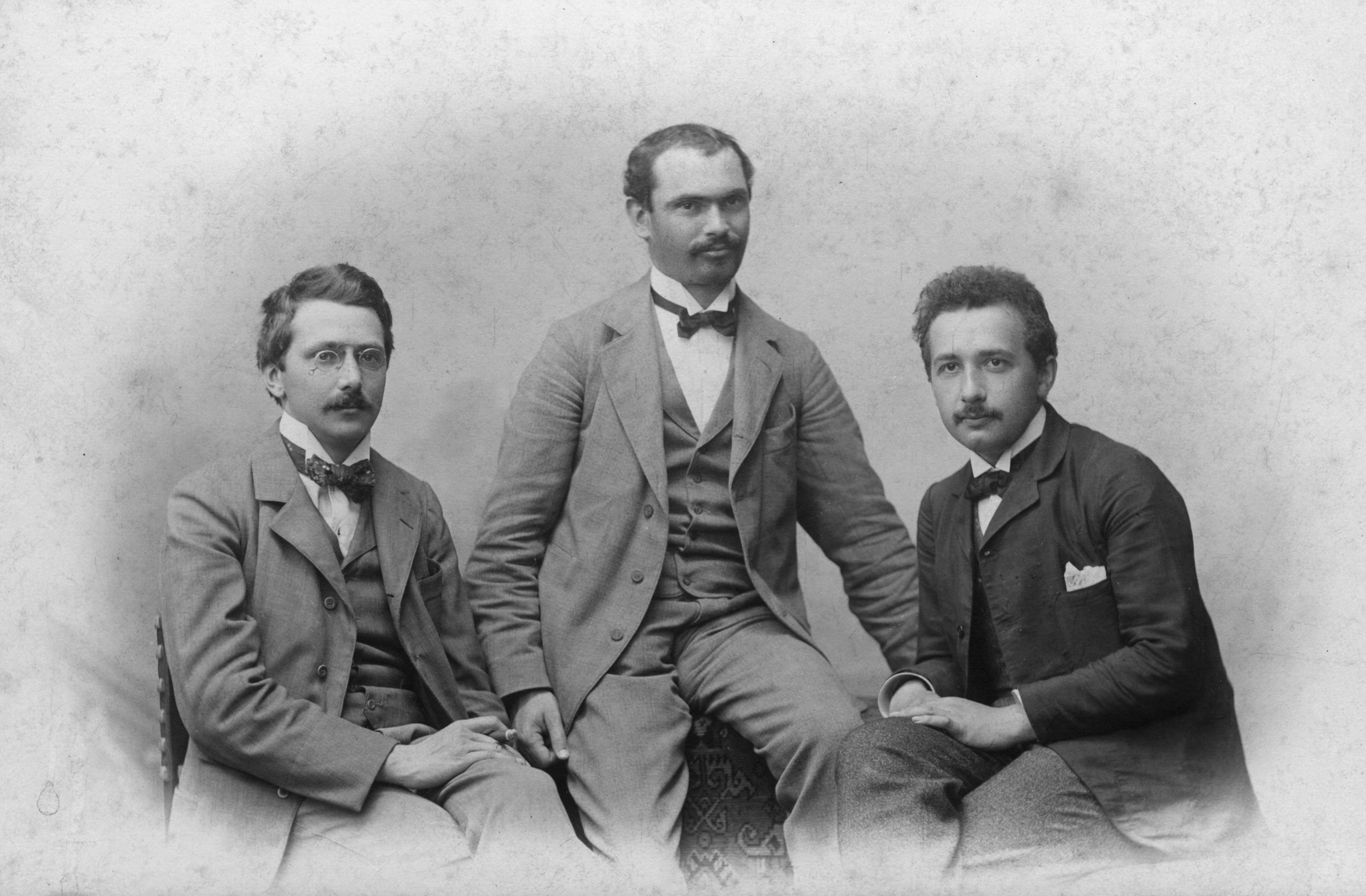
مؤسسو أكاديمية أوليمبيا: كونراد هابشت وموريس سولوفين وألبرت أينشتاين.

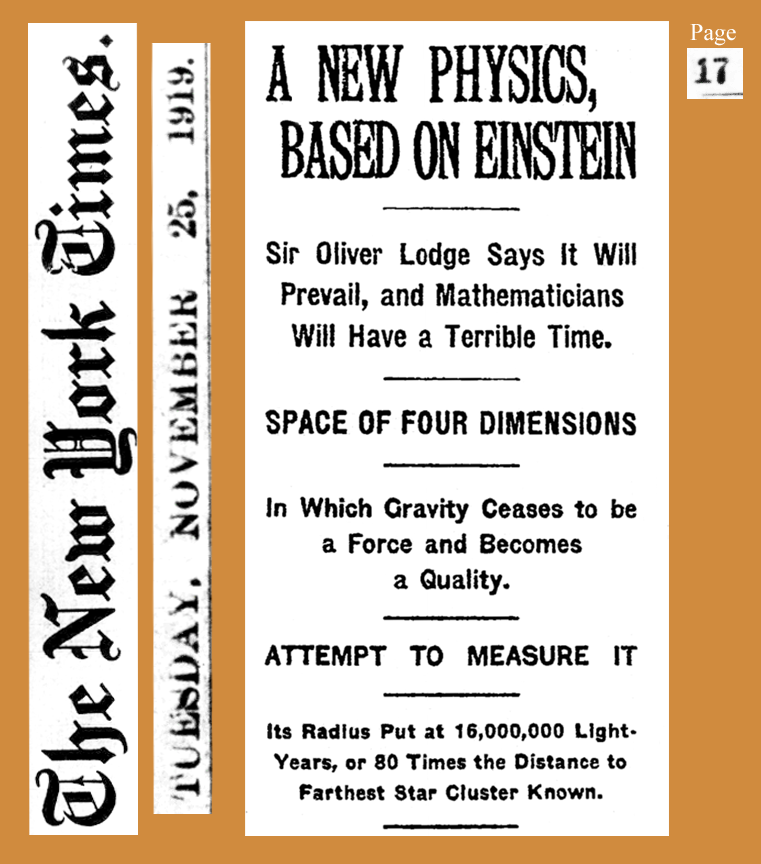
ذكرت صحيفة نيويورك تايمز تأكيدًا لـ"نظرية أينشتاين" (على وجه التحديد "انحناء الضوء بسبب الجاذبية") استنادًا إلى ملاحظات الكسوف في 29 مايو 1919 في برينسيبي (أفريقيا) وسوبرال (البرازيل)، بعد تقديم النتائج في 6 نوفمبر 1919 إلى لقاءٍ مشتركٍ في لندن بين الجمعية الملكية والجمعية الفلكية الملكية.

في يوليو 1912 عاد إلى جامعته في زيورخ، وما بين عامي 1912 و1914 عمل أستاذًا للفيزياء النظرية في ETH زيورخ حيث قام بتدريس الميكانيكا التحليلية والديناميكا الحرارية، كما درّس ميكانيكا الأوساط المتصلة والنظرية الجزيئية للحرارة ومشكلة الجاذبية التي عمل عليها مع عالم الرياضيات وصديقه مارسيل غروسمان.
عندما نُشر «بيان الثلاثة والتسعين» في أكتوبر 1914 -وثيقة موقعة من قبل مجموعة من المفكرين الألمان البارزين والتي علّلت عسكرة ألمانيا وموقفها خلال الحرب العالمية الأولى- كان أينشتاين أحد المفكرين الألمان القلائل الذين دحضوا محتوياتِها ووقّع على «البيان السلمي للأوروبيين».
ربيعَ عام 1913 أغريَ بالانتقال إلى برلين بعرضٍ تضمن عضويةً في الأكاديمية البروسية للعلوم، ومنصب أستاذٍ جامعيٍّ مرتبطٍ بجامعة برلين، مما مكنه من التركيز حصريًا على البحث. وفي 3 يوليو 1913 أضحى عضوًا في الأكاديمية البروسية للعلوم في برلين. قام ماكس بلانك وفالتر نيرنست بزيارته في الأسبوع اللاحق في زيورخ لإقناعه بالانضمام إلى الأكاديمية، بالإضافة إلى عرضهم عليه منصب مدير جمعية القيصر فيلهلم للفيزياء، والتي كانت سندشن قريبًا. تضمنتِ العضوية في الأكاديمية راتبًا مدفوعًا وأستاذية بدون واجباتٍ تدريسيةٍ في جامعة هومبولت في برلين. انتخب رسميًا للأكاديمية في 24 يوليو، وانتقل إلى برلين في العام التالي. أثر أيضًا على قراره بالانتقال إلى برلين احتمال العيش بالقرب من ابنة عمه إلسا التي بدأ معها علاقة غرامية. تولى أينشتاين منصبه في الأكاديمية وجامعة برلين بعد انتقاله إلى شقته في داهلم في 1 أبريل 1914. ومع اندلاع الحرب العالمية الأولى في أغسطس من ذلك العام عانت خطة إنشاء جمعية القيصر فيلهلم للفيزياء من التأخير، فلم يؤسس المعهد إلى 1 أكتوبر 1917، وعُيّن أينشتاين مديرًا له. في عام 1916انتخب أينشتاين رئيسًا للجمعية الفيزيائية الألمانية (ما بين 16-1918).
في عام 1911 استخدم أينشتاين مبدأ التكافؤ لعام 1907 لحساب انحراف الضوء عن نجمٍ آخرَ بواسطة جاذبية الشمس. وقام بتحسين تلك الحسابات باستخدام "هندسة ريمان" الزمكان لتمثيل مجال الجاذبية في عام 1913، وبحلول خريف عام 1915 أكمل بنجاحٍ نظريته غي النسبية العامة، والتي استخدمها لحساب هذا الانحراف، ومداورة الحضيض من عطارد. ثم أكد السير آرثر إدينغتون هذا التنبؤ في انحراف الضوء أثناء كسوف الشمس في 29 مايو 1919، وأتاح نشر هذه الأرصاد والملاحظات في وسائل الإعلام الدولية لأينشتاين شهرةً عالمية، فنشرت صحيفة ذا تايمز البريطانية الرائدة في 7 نوفمبر 1919 عنوانًا عريضًا كتب فيه: «ثورة في العلوم -نظرية جديدة للكون- أطاحت بأفكار نيوتن».
وفي العام 1920 غدا عضوًا أجنبيًا في الأكاديمية الملكية الهولندية للفنون والعلوم. وفي العام 1922 حصل على جائزة نوبل في الفيزياء لعام 1921 «لخدماته في الفيزياء النظرية، وخاصة لاكتشافه قانون التأثير الكهروضوئي». وفي حين إن النسبية العامة كانت لا تزال تعتبر مثيرةً للجدل إلى حدٍّ ما، فإن الاستشهاد أيضًا لا يتعامل مع العمل الكهروضوئي المذكور كتفسيرٍ، ولكن مجرد اكتشافٍ للقانون فحسب، إذ اعتبرت فكرة الفوتونات غريبةً، ولم تحصل على قَبولٍ عالميٍّ حتى اشتقاق عام 1924 من طيف بلانك بواسطة ساتيندرا ناث بوز.انتخب أينشتاين عضوًا أجنبيًا في الجمعية الملكية (ForMemRS) في عام 1921. كما حصل على وسام كوبلي من الجمعية الملكية عام 1925.
استقال أينشتاين من الأكاديمية البروسية في مارس 1933. تضمنت إنجازات أينشتاين العلمية أثناء وجوده في برلين الانتهاء من صياغة نظرية النسبية العامة، وإثبات التأثير الجيرو مغناطيسي، والمساهمة في نظرية الكم للإشعاع، وإحصاءات بوز-أينشتاين.

### 1922-1921: السفر للخارج

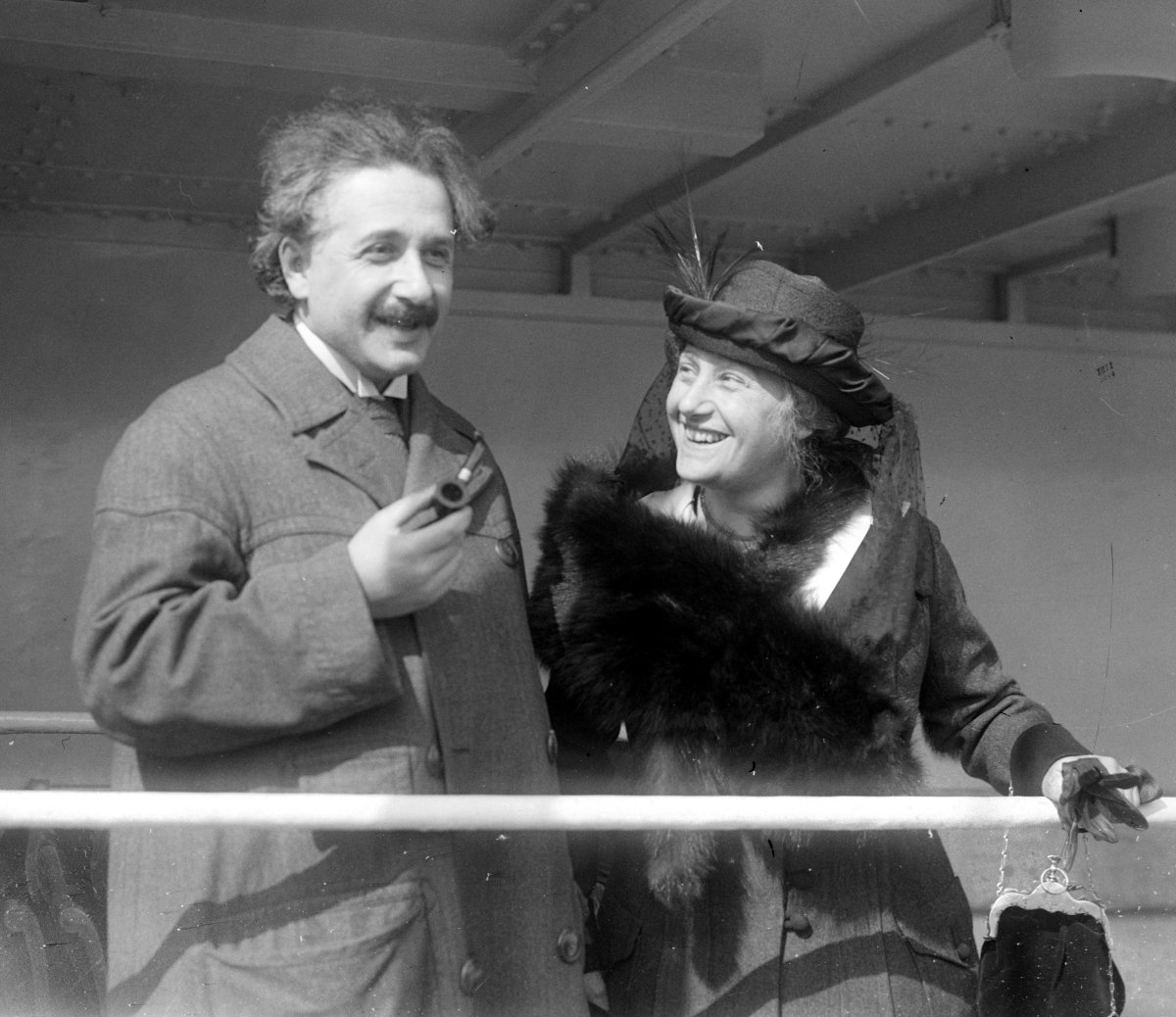
أينشتاين مع زوجته الثانية إلسا عام 1921.

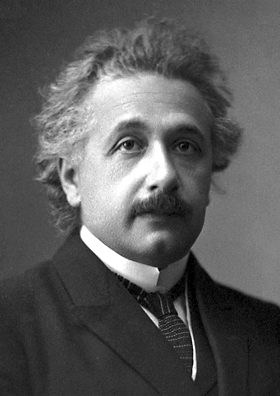
صورة أينشتاين الرسمية بعد حصوله على جائزة نوبل في الفيزياء لعام 1921.

زار أينشتاين مدينة نيويورك لأول مرةٍ في 2 أبريل 1921 حيث لقيَ ترحيبًا رسميًا من قبل العمدة جون فرانسيس هيلان، تبع ذلك ثلاثة أسابيع من المحاضرات وحفلات الاستقبال. جال لإلقاء العديد من المحاضرات في جامعة كولومبيا وجامعة برينستون، وفي واشنطن، ورافق ممثلين عن الأكاديمية الوطنية للعلوم في زيارةٍ إلى البيت الأبيض. وعند عودته إلى أوروبا نزل ضيفًا على رجل الدولة والفيلسوف البريطاني ريتشارد هالدين في لندن، حيث التقى بالعديد من الشخصيات العلمية والفكرية والسياسية المشهورة، وألقى محاضرةً في كلية كينجز لندن.
نشر أيضًا مقالًا بعنوان «انطباعي الأول عن الولايات المتحدة الأمريكية» في يوليو 1921 حاول فيه بشكلٍ وجيزٍ وصف بعض خصائص الأمريكيين، تمامًا مثل ألكسيس دو توكفيل الذي نشر انطباعاته الخاصة عن الديمقراطية في أمريكا (1835). بالعودة لبعض ملاحظاته كان أينشتاين متفاجئًا بشكلٍ واضحٍ: «ما يُذهل الزائر هو السلوك المبهج والإيجابي في الحياة... الأمريكي ودود، واثق من نفسه، ومتفائل، وبدون حسد.»
في عام 1922 قادته أسفاره إلى آسيا ثم فلسطين في وقت لاحق كجزءٍ من رحلة استكشافية وجولة محاضراتٍ لمدة ستة أشهر، حيث زار سنغافورة وسيلان واليابان. ألقى سلسلةً من المحاضرات أمام آلاف اليابانيين. والتقى بالإمبراطور والإمبراطورة في القصر الإمبراطوري بعد محاضرته العامة الأولى حيث قدم الآلاف للمشاهدة. وفي رسالةٍ إلى أبنائه دوّن انطباعه عن اليابانيين بأنهم متواضعون، وذكيون، ومُراعون، ولديهم إحساس حقيقي بالفن. في مذكرات السفر الخاصة به من زيارته إلى آسيا في الفترة (22-1923) أعرب عن بعض الآراء حول الصينيين واليابانيين والهنود، والتي وُصفت بأنها أحكام عنصرية وكراهية للأجانب عندما أعيد اكتشافها في عام 2018.
وبسبب رحلاته إلى الشرق الأقصى لم يكن قادرًا على تلقي جائزة نوبل للفيزياء شخصيًا في حفل توزيع الجوائز في استوكهولم (ديسمبر 1922). وألقى خطاب المأدبة دبلوماسي ألماني بدلًا منه، وأشاد بأينشتاين ليس فقط باعتباره عالمًا ولكن أيضًا كصانع سلامٍ وناشطٍ دولي.
في رحلة العودة زار فلسطين لاثني عشر يومًا، وهي زيارته الوحيدة لتلك المنطقة. استُقبِل كما لو كان رئيس دولةٍ وليس فيزيائيًا، ومن ذلك تحية مدفعٍ عند وصوله إلى منزل المفوض السامي البريطاني السير هربرت صموئيل. وخلال إحدى حفلات الاستقبال اقتحم المبنى أشخاصٌ رغبوا برؤيته وسماعه. وفي حديثه للجمهور أعرب عن سعادته لأن الشعب اليهودي بدأ يُعترَف به كقوةٍ في العالم.
زار أينشتاين إسبانيا لأسبوعين في عام 1923 حيث التقى لفترةٍ وجيزةٍ سانتياغو رامون إي كاخال، وتلقى أيضًا دبلومًا من الملك ألفونسو الثالث عشر الذي عينه عضوًا في الأكاديمية الإسبانية للعلوم.

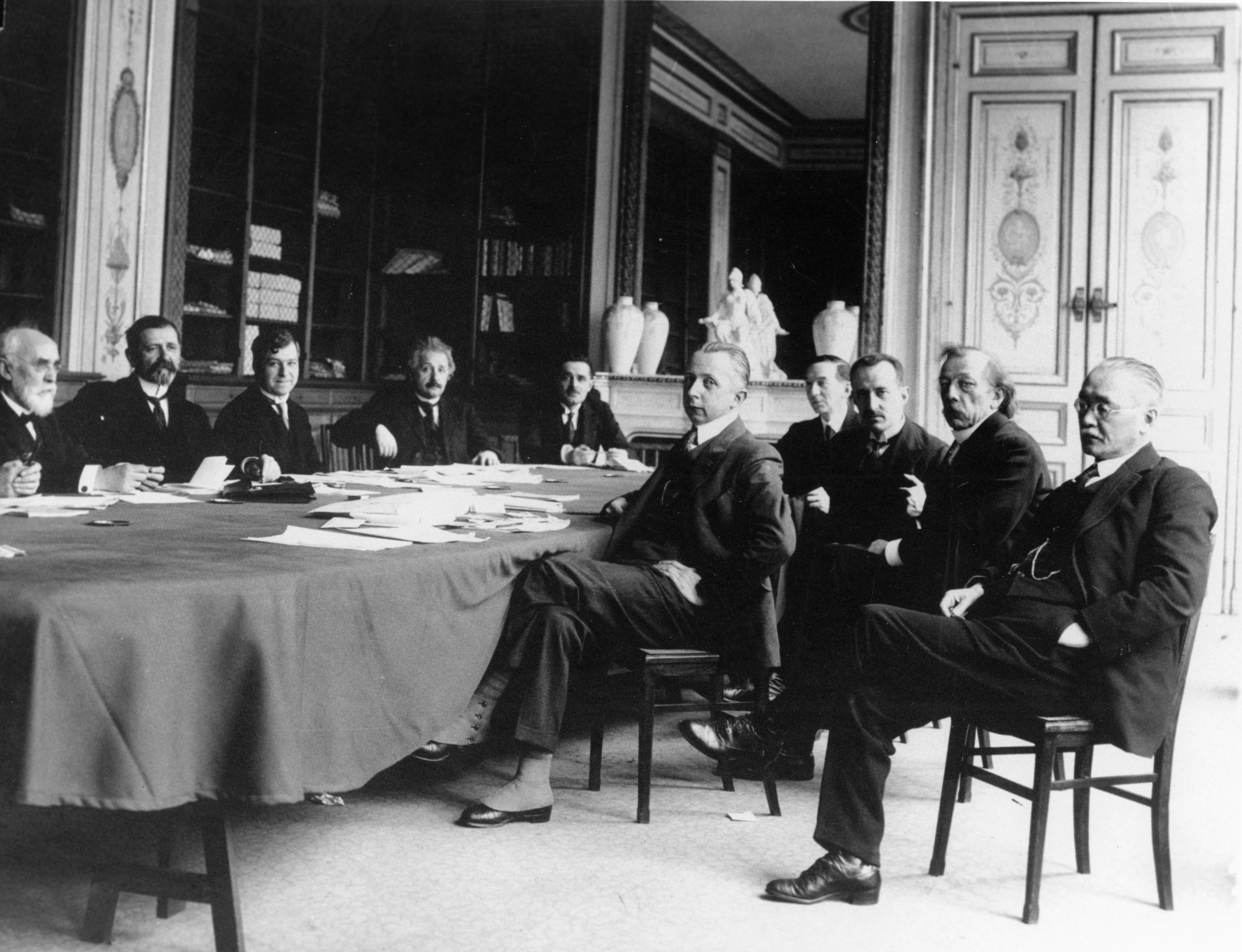
ألبرت أينشتاين في جلسة اللجنة الدولية للتعاون الفكري (عصبة الأمم) التي كان عضوًا فيها من عام 1922 إلى عام 1932.

ما بين عامي 1922 و1932 كان أينشتاين عضوًا في اللجنة الدولية للتعاون الفكري التابعة لعصبة الأمم في جنيف (مع توقف لبضعة أشهرٍ في 1923-1924)، وهي هيئة أنشئت لتعزيز التبادل الدولي بين العلماء والباحثين والمعلمين والفنانين والمثقفين. كان مقررًا في الأصل أن يعملَ كمندوبٍ سويسري، وقد أقنعه الناشطون الكاثوليكيون أوسكار هاليكي وجوزيبي موتا والأمين العام إريك دروموند بأن يصبح المندوب الألماني بدلاً من ذلك، مما سمح لغونزاغو دي رينولد أن يحتلَّ المقعد السويسري والذي روّج منه للقيم الكاثوليكية التقليدية. كان أستاذه السابق في الفيزياء هندريك لورنتس، والكيميائية البولندية ماري كوري عضوين في اللجنة أيضًا.

### 1925: زيارة إلى أمريكا الجنوبية
في شهري مارس وأبريل من عام 1925 زار أينشتاين أمريكا الجنوبية، حيث أمضى حوالي شهر في الأرجنتين، وأسبوعًا في الأوروغواي، وأسبوعًا في ريو دي جانيرو في البرازيل. بدأ أينشتاين زيارة خورخي دوكلوت (1856-1927) وماوريسيو نيرنشتاين (1877-1935) بدعم من العديد من الباحثين الأرجنتينيين، بما في ذلك خوليو ري باستور، وجاكوب لوب، وليوبولدو لوجونس. مُوّلت زيارة أينشتاين وزوجته بشكل أساسي من قبل مجلس جامعة بوينس آيرس وAsociación Hebraica Argentina (الجمعية العبرية الأرجنتينية) وبمساهمةٍ أقل من المؤسسة الثقافية الأرجنتينية الجرمانية.

### 1931-1930: السفر إلى الولايات المتحدة

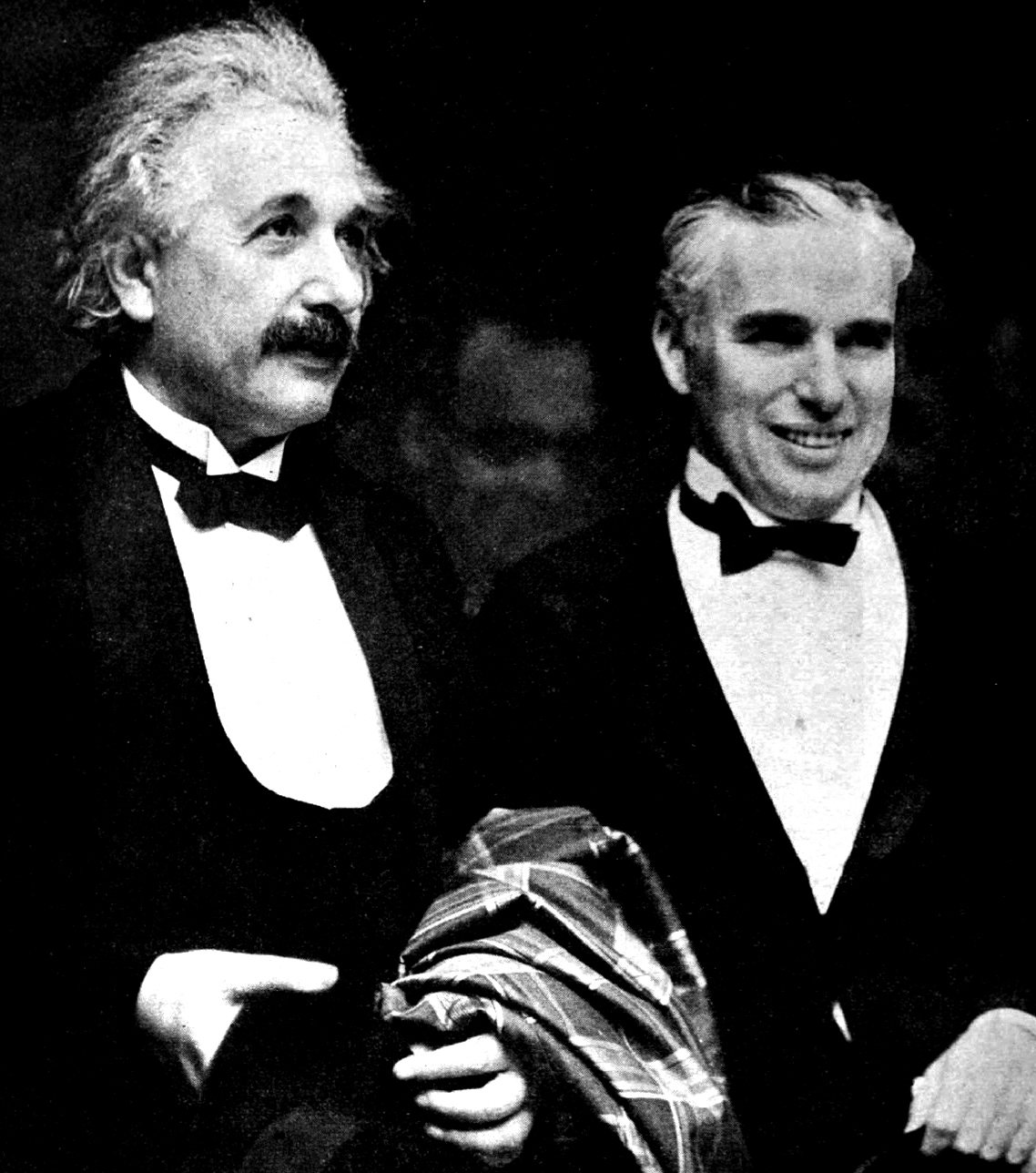
ألبرت أينشتاين وتشارلي تشابلن في العرض الأول لفيلم أضواء المدينة في هوليوود، يناير 1931.

في ديسمبر 1930، زار أينشتاين أمريكا للمرة الثانية، وكان الهدف في الأصل أن تكون زيارة عمل لمدة شهرين كزميل باحث في معهد كاليفورنيا للتقنية. بعد الاهتمام الوطني الذي حظي به خلال رحلته الأولى إلى الولايات المتحدة، سعى هو ومنظموه إلى حماية خصوصيته. على الرغم من أنه غارق في البرقيات والدعوات لتلقي الجوائز أو التحدث علنًا، إلا أنه رفضها جميعًا.
بعد وصوله إلى مدينة نيويورك، اصطحب أينشتاين إلى أماكن ومناسبات مختلفة، بما في ذلك الحي الصيني، ووجبة غداء مع محرري صحيفة نيويورك تايمز، وأداء كارمن في أوبرا ميتروبوليتان، حيث شجع من قبل الجمهور عند وصوله. خلال الأيام التالية، أعطاه العمدة جيمي ووكر مفاتيح المدينة والتقى برئيس جامعة كولومبيا، الذي وصف أينشتاين بأنه «ملك العقل». قام هاري إيمرسون فوسديك، القس في كنيسة ريفرسايد بنيويورك، بإعطاء أينشتاين جولة في الكنيسة وأظهر له تمثالًا بالحجم الكامل صنعته الكنيسة لأينشتاين، يقف عند المدخل. أيضًا أثناء إقامته في نيويورك، انضم إلى حشد من 15000 شخص في ماديسون سكوير غاردن خلال احتفال حانوكا.
سافر أينشتاين بعد ذلك إلى كاليفورنيا، حيث التقى برئيس معهد كاليفورنيا للتقنية والحائز على جائزة نوبل روبرت ميليكان. كانت صداقته مع ميليكان «محرجة»، حيث كان ميليكان «يميل إلى النزعة العسكرية الوطنية»، حيث كان أينشتاين من دعاة السلام. خلال خطاب وجهه لطلاب معهد كاليفورنيا للتقنية، أشار أينشتاين إلى أن العلم يميل في كثير من الأحيان إلى إلحاق الضرر أكثر مما ينفع.
هذا النفور من الحرب دفع أينشتاين أيضًا إلى إقامة صداقة مع المؤلف أبتون سنكلير والنجم السينمائي تشارلي تشابلن، وكلاهما اشتهر بسلامتهما. كارل لايملي، رئيس يونيفرسال ستوديوز، أخذ أينشتاين في جولة في الاستوديو الخاص به وقدمه إلى تشابلن. كان لديهم علاقة فورية، حيث دعا تشابلن أينشتاين وزوجته إلسا إلى منزله لتناول العشاء. قال تشابلن إن شخصية أينشتاين الخارجية، الهادئة واللطيفة، بدت وكأنها تخفي «مزاجًا عاطفيًا للغاية»، تنبع منه «طاقته الفكرية غير العادية».
كان من المقرر عرض فيلم تشابلن، أضواء المدينة، بعد أيام قليلة في هوليوود، ودعا تشابلن أينشتاين وإلسا للانضمام إليه كضيوف مميزين. وصف والتر إيزاكسون، كاتب سيرة أينشتاين، هذا بأنه «أحد أكثر المشاهد التي لا تنسى في عصر المشاهير الجديد». زار «تشابلن» أينشتاين في منزله في رحلة لاحقة إلى برلين وتذكر «شقته الصغيرة المتواضعة» والبيانو الذي بدأ فيه كتابة نظريته. تكهن تشابلن بأنه «ربما استخدمه النازيون كحطب لإشعال النار».

### 1933: الهجرة إلى الولايات المتحدة

رسم كاريكاتوري لأينشتاين بعد أن ألقى جناحيه "المسالمة" (تشارلز ماكولي، 1933).

في فبراير 1933، أثناء زيارته للولايات المتحدة، أدرك أينشتاين أنه لا يستطيع العودة إلى ألمانيا مع صعود النازيين إلى السلطة في عهد المستشار الألماني الجديد، أدولف هتلر.
أثناء وجوده في الجامعات الأمريكية في أوائل عام 1933، تولى منصب الأستاذية الزائر الثالث لمدة شهرين في معهد كاليفورنيا للتقنية في باسادينا. في فبراير ومارس 1933، داهم الغيستابو مرارًا شقة عائلته في برلين. عاد هو وزوجته إلسا إلى أوروبا في مارس، وخلال الرحلة، علموا أن الرايخستاغ الألماني قد أقر قانون التمكين في 23 مارس، مما حول حكومة هتلر إلى ديكتاتورية قانونية بحكم الأمر الواقع، وأنهم لن يكونوا قادرين على المضي قدمًا إلى برلين. في وقت لاحق، سمعوا أن كوخهم قد اقتحم من قبل النازيين ومصادرة مركب شراعي شخصي لأينشتاين. عند هبوطه في أنتويرب، بلجيكا في 28 مارس، ذهب أينشتاين على الفور إلى القنصلية الألمانية وسلم جواز سفره، وتنازل رسميًا عن جنسيته الألمانية. باع النازيون فيما بعد قاربه وحولوا كوخه إلى معسكر شباب هتلر.

#### وضع اللجوء

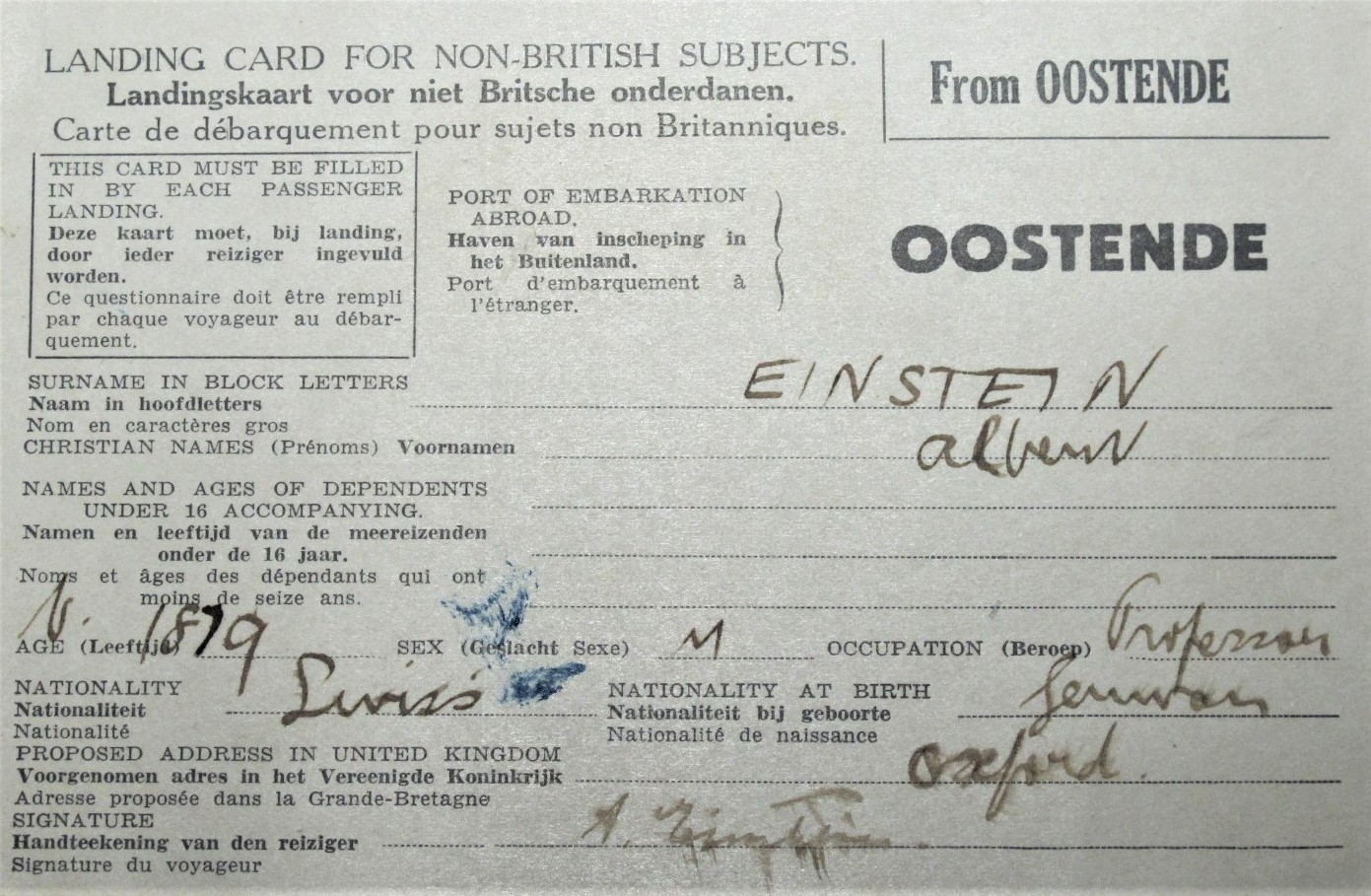
بطاقة هبوط ألبرت أينشتاين (26 مايو 1933)، عندما هبط في دوفر (المملكة المتحدة) من أوستند (بلجيكا) لزيارة أكسفورد.

في أبريل 1933، اكتشف أينشتاين أن الحكومة الألمانية الجديدة قد أصدرت قوانين تمنع اليهود من تولي أي مناصب رسمية، بما في ذلك التدريس في الجامعات. يصف المؤرخ  جيرالد هولتون كيف أنه «مع عدم قيام زملائهم فعليًا بإثارة أي احتجاج مسموع»، أُجبر آلاف العلماء اليهود فجأة على التخلي عن مناصبهم الجامعية وحذفت أسمائهم من قوائم المؤسسات التي كانوا يعملون فيها.
بعد شهر، كانت أعمال أينشتاين من بين أولئك الذين استهدفهم اتحاد الطلاب الألمان في حرق الكتب النازية، حيث أعلن وزير الدعاية النازي يوزف غوبلز أن «الفكر اليهودي قد مات». أدرجته إحدى المجلات الألمانية في قائمة أعداء النظام الألماني بعبارة «لم يُشنق بعد»، عرض مكافأة قدرها 5000 دولار على رأسه. في رسالة لاحقة إلى الفيزيائي والصديق ماكس بورن، الذي كان قد هاجر بالفعل من ألمانيا إلى إنجلترا، كتب أينشتاين، «... يجب أن أعترف أن درجة قسوتهم وجبنهم جاءت بمثابة مفاجأة.» انتقل إلى الولايات المتحدة، ووصف حرق الكتاب بأنه «فورة عاطفية عفوية» من قبل أولئك الذين «يبتعدون عن التنوير الشعبي»، و«أكثر من أي شيء آخر في العالم، يخشون من تأثير رجال الاستقلال الفكري».
كان أينشتاين الآن بدون منزل دائم، ولم يكن متأكدًا من مكان إقامته وعمله، كما أنه قلق بنفس القدر بشأن مصير عدد لا يحصى من العلماء الآخرين الذين ما زالوا في ألمانيا. بمساعدة مجلس المساعدة الأكاديمية، الذي تأسس في أبريل 1933 من قبل السياسي الليبرالي البريطاني ويليام بيفريدج لمساعدة الأكاديميين على الهروب من الاضطهاد النازي، تمكن أينشتاين من مغادرة ألمانيا. استأجر منزلاً في دي هان، بلجيكا، حيث عاش لبضعة أشهر. في أواخر يوليو 1933، ذهب إلى إنجلترا لمدة ستة أسابيع تقريبًا بدعوة شخصية من الضابط البحري البريطاني القائد أوليفر لوكر-لامبسون، الذي أصبح صديقًا لأينشتاين في السنوات السابقة. دعاه لوكر-لامبسون للبقاء بالقرب من منزله في كرومر في كوخ خشبي في روغتون هيث في أبرشية روغتون، نورفولك. لحماية أينشتاين، كان لوكر-لامبسون يحرسه اثنان من الحراس الشخصيين في مقصورته المنعزلة؛ نُشرت صورة لهم وهم يحملون بنادق وحراسة أينشتاين في صحيفة ديلي هيرالد في 24 يوليو 1933.
اصطحب لوكر-لامبسون أينشتاين لمقابلة ونستون تشرشل في منزله، وبعد ذلك، أوستن تشامبرلين ورئيس الوزراء السابق لويد جورج. طلب منهم أينشتاين المساعدة في إخراج العلماء اليهود من ألمانيا. يشير المؤرخ البريطاني مارتن جيلبرت إلى أن تشرشل استجاب على الفور، وأرسل صديقه الفيزيائي فريدريك ليندمان، إلى ألمانيا للبحث عن علماء يهود ووضعهم في الجامعات البريطانية. لاحظ تشرشل لاحقًا أنه نتيجة لطرد ألمانيا لليهود، فقد خفضوا «معاييرهم التقنية» ووضعوا تكنولوجيا الحلفاء في مرتبة متقدمة على تقنياتهم.
اتصل أينشتاين لاحقًا بقادة الدول الأخرى، بما في ذلك رئيس الوزراء التركي، عصمت إينونو، الذي كتب إليه في سبتمبر 1933 يطلب تعيين علماء ألمان يهود عاطلين عن العمل. نتيجة لرسالة أينشتاين، بلغ عدد المدعوين اليهود إلى تركيا في النهاية أكثر من «1000 فرد أجري إنقاذهم».
قدم لوكر-لامبسون أيضًا مشروع قانون إلى البرلمان لتمديد الجنسية البريطانية لأينشتاين، وخلال هذه الفترة قدم أينشتاين عددًا من المظاهر العامة واصفًا الأزمة التي تختمر في أوروبا. في إحدى خطاباته شجب معاملة ألمانيا لليهود، بينما قدم في نفس الوقت مشروع قانون يروج للمواطنة اليهودية في فلسطين، حيث حُرموا من الجنسية في مكان آخر. وصف أينشتاين في خطابه بأنه «مواطن من العالم» يجب أن يُمنح مأوى مؤقتًا في المملكة المتحدة. ومع ذلك، فشل كلا مشروعي القانون، وقبل أينشتاين عرضًا سابقًا من معهد الدراسات المتقدمة. في برينستون، نيو جيرسي، الولايات المتحدة، ليصبح باحثًا مقيمًا.

#### عالم مقيم في معهد الدراسات المتقدمة

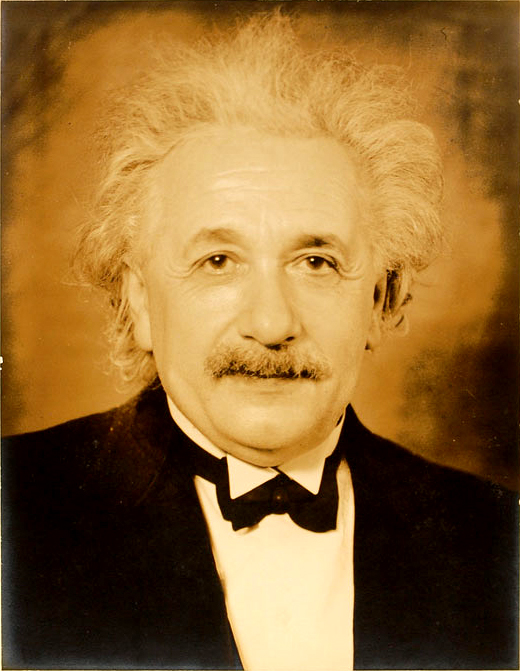
صورة لأينشتاين التقطت عام 1935 في برينستون.

في 3 أكتوبر 1933، ألقى أينشتاين خطابًا حول أهمية الحرية الأكاديمية أمام جمهور مزدحم في قاعة ألبرت الملكية في لندن، حيث ذكرت صحيفة التايمز أنه تلقى بهتافات شديدة طوال الوقت. بعد أربعة أيام عاد إلى الولايات المتحدة وتولى منصبًا في معهد الدراسات المتقدمة، الذي اشتهر بأنه أصبح ملاذًا للعلماء الفارين من ألمانيا النازية. في ذلك الوقت، كان لدى معظم الجامعات الأمريكية، بما في ذلك هارفارد وبرينستون وييل، حد أدنى من أعضاء هيئة التدريس أو الطلاب اليهود أو لم يكن لديهم أي عدد من أعضاء هيئة التدريس أو الطلاب، كنتيجة لحصصهم اليهودية التي استمرت حتى أواخر الأربعينيات.
كان أينشتاين لا يزال مترددًا بشأن مستقبله. كان لديه عروض من عدة جامعات أوروبية، بما في ذلك كنيسة المسيح، أكسفورد، حيث مكث ثلاث فترات قصيرة بين مايو 1931 ويونيو 1933 وحصل على زمالة بحثية لمدة خمس سنوات (تسمى «منحة دراسية» في كنيسة المسيح)، ولكن في عام 1935، توصل إلى قرار البقاء بشكل دائم في الولايات المتحدة والتقدم بطلب للحصول على الجنسية.
استمر ارتباط أينشتاين بمعهد الدراسات المتقدمة حتى وفاته في عام 1955. كان واحدًا من الأربعة الذين اختيروا (جنبًا إلى جنب مع جون فون نيومان وكورت غودل وهيرمان فايل) في المعهد الجديد، حيث سرعان ما طور صداقة وثيقة مع غودل. كان الاثنان يمشيان لمسافات طويلة معًا لمناقشة عملهما. أصبحت بروريا كوفمان، مساعدته، عالمة فيزيائية فيما بعد. خلال هذه الفترة، حاول أينشتاين تطوير نظرية الحقل الموحد ودحض التفسير المقبول لفيزياء الكم، لكن كلاهما لم ينجح.

#### الحرب العالمية الثانية ومشروع مانهاتن
في عام 1939، حاولت مجموعة من العلماء المجريين من بينهم الفيزيائي المهاجر ليو زيلارد تنبيه واشنطن إلى أبحاث القنبلة الذرية النازية الجارية. أبطلت تحذيرات المجموعة. اعتبر أينشتاين وسزيلارد، إلى جانب لاجئين آخرين مثل إدوارد تيلر ويوجين ويغنر، أن من مسؤوليتهم تنبيه الأمريكيين إلى احتمالية فوز العلماء الألمان بسباق صنع قنبلة ذرية، والتحذير من أن هتلر سيكون أكثر من على استعداد للجوء إلى مثل هذا السلاح. "احتمال وجود قنابل ذرية، وهو الأمر الذي قال أينشتاين، وهو من دعاة السلام، إنه لم يفكر فيه قط. طُلب منه تقديم دعمه من خلال كتابة رسالة، مع زيلارد، إلى الرئيس روزفلت، يوصي فيها الولايات المتحدة بإيلاء الاهتمام والمشاركة في أبحاثها الخاصة بالأسلحة النووية.
يُعتقد أن الرسالة هي «الحافز الرئيسي لتبني الولايات المتحدة تحقيقات جادة في الأسلحة النووية عشية دخول الولايات المتحدة الحرب العالمية الثانية». بالإضافة إلى الرسالة، استخدم أينشتاين علاقاته مع العائلة المالكة البلجيكية والملكة البلجيكية الأم للوصول مع مبعوث شخصي إلى المكتب البيضاوي للبيت الأبيض. يقول البعض أنه نتيجة لرسالة أينشتاين ولقاءاته مع روزفلت، دخلت الولايات المتحدة «السباق» لتطوير القنبلة، مستفيدة من «مواردها المادية والمالية والعلمية الهائلة» لبدء مشروع مانهاتن.
بالنسبة لأينشتاين، «كانت الحرب مرضًا... [و] دعا إلى مقاومة الحرب.» بتوقيعه على الرسالة إلى روزفلت، يجادل البعض بأنه خالف مبادئه السلمية. في عام 1954، قبل عام من وفاته، قال أينشتاين لصديقه القديم، لينوس باولنغ، «لقد ارتكبت خطأً فادحًا في حياتي، عندما وقعت على الرسالة إلى الرئيس روزفلت توصي بصنع القنابل الذرية؛ ولكن كان هناك بعض التبرير، الخطر الذي قد يجعلهم الألمان...» في عام 1955، وقع أينشتاين وعشرة مفكرين وعلماء آخرين، بمن فيهم الفيلسوف البريطاني بيرتراند راسل، بيانًا يسلط الضوء على خطر الأسلحة النووية.

#### المواطنة لدى الولايات المتحدة

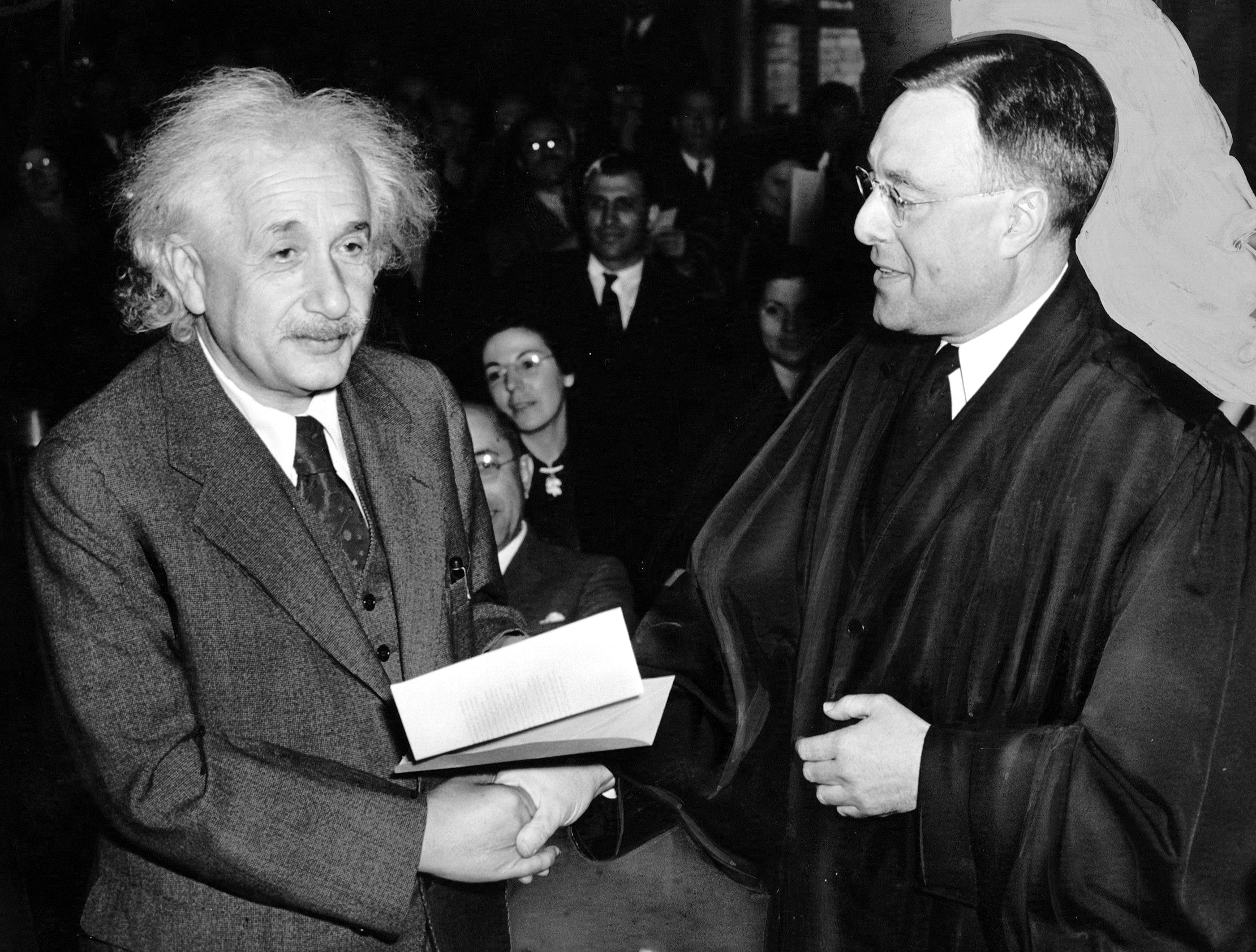
قبول أينشتاين شهادة الجنسية الأمريكية من القاضي فيليب فورمان.

أصبح أينشتاين مواطنًا أمريكيًا في عام 1940. بعد فترة ليست طويلة من الاستقرار في حياته المهنية في معهد الدراسات المتقدمة في برينستون، نيو جيرسي، أعرب عن تقديره للجدارة في الثقافة الأمريكية مقارنة بأوروبا. اعترف «بحق الأفراد في أن يقولوا ويفكروا بما يرضون» دون حواجز اجتماعية. ونتيجة لذلك، شجع الأفراد، كما قال، على أن يكونوا أكثر إبداعًا، وهي سمة قدّرها من تعليمه المبكر.
انضم أينشتاين إلى الجمعية الوطنية للنهوض بالملونين (NAACP) في برينستون، حيث قام بحملة من أجل الحقوق المدنية للأميركيين الأفارقة. واعتبر العنصرية في أمريكا «أسوأ مرض»، ورأى أنها «تنتقل من جيل إلى جيل». كجزء من مشاركته، تراسل مع ناشط الحقوق المدنية دو بويز وكان مستعدًا للشهادة نيابة عنه أثناء محاكمته في عام 1951. عندما عرض أينشتاين أن يكون شاهدًا شخصيًا لدو بويز، قرر القاضي إسقاط القضية.
في عام 1946، زار أينشتاين جامعة لينكولن في بنسلفانيا، وهي كلية للسود تاريخيًا، حيث حصل على درجة فخرية. كانت لينكولن أول جامعة في الولايات المتحدة تمنح درجات جامعية للأميركيين الأفارقة. من بين الخريجين لانغستون هيوز وثورغود مارشال. ألقى أينشتاين خطابًا حول العنصرية في أمريكا، مضيفًا: «لا أنوي السكوت عنها.» يتذكر أحد سكان برينستون أن أينشتاين دفع ذات مرة رسوم الدراسة الجامعية لطالب أسود. قال أينشتاين، «كوني يهوديًا، ربما يمكنني أن أفهم وأتعاطف مع شعور السود كضحايا للتمييز».

### وجهات النظر الشخصية

#### الآراء السياسية

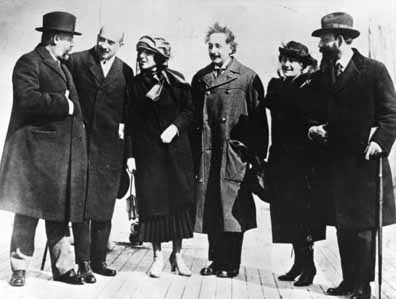
ألبرت أينشتاين مع زوجته إلسا أينشتاين والقادة الصهاينة، بما في ذلك رئيس إسرائيل المستقبلي، حاييم وايزمان، وزوجته فيرا وايزمان، ومناحيم أوسيشكين، وبن تسيون موسينسون عند وصولهم إلى مدينة نيويورك عام 1921.

في عام 1918، كان أينشتاين أحد الأعضاء المؤسسين للحزب الديمقراطي الألماني، وهو حزب ليبرالي. في وقت لاحق من حياته، كانت وجهة نظر أينشتاين السياسية مؤيدة للاشتراكية وانتقادية للرأسمالية، والتي وصفها بالتفصيل في مقالاته مثل «لماذا الاشتراكية؟» كما تغيرت آراؤه حول البلاشفة مع مرور الوقت. في عام 1925، انتقدهم لعدم وجود «نظام حكم جيد التنظيم» ووصف حكمهم بأنه «نظام رعب ومأساة في تاريخ البشرية». تبنى لاحقًا وجهة نظر أكثر اعتدالًا، منتقدًا أساليبهم ولكنه امتدحها، وهو ما ظهر في ملاحظته عام 1929 عن فلاديمير لينين: «في لينين، أكرم رجلًا، في تضحيته الكاملة بشخصه، كرّس كل طاقته لتحقيق العدالة الاجتماعية. لا أجد أساليبه مستحسنة. ومع ذلك، هناك شيء واحد مؤكد: الرجال أمثاله هم أوصياء ضمير البشرية ومُجدِّدوه». عرض أينشتاين ودُعي لإعطاء أحكام وآراء حول أمور لا علاقة لها في كثير من الأحيان بالفيزياء النظرية أو الرياضيات. دافع بقوة عن فكرة حكومة ديمقراطية عالمية من شأنها أن تتحقق من قوة الدول القومية في إطار اتحاد عالمي. كتب «أنا أدافع عن حكومة عالمية لأنني مقتنع بأنه لا توجد طريقة أخرى ممكنة للتخلص من أخطر خطر وجد الإنسان نفسه فيه على الإطلاق.» وقت وفاته، كان ملف مكتب التحقيقات الفيدرالي الخاص به بطول 1427 صفحة.
أعجب أينشتاين بشدة بالمهاتما غاندي، الذي تبادل معه الرسائل المكتوبة. ووصف غاندي بأنه «نموذج يحتذى به للأجيال القادمة». أنشىء الاتصال الأولي في 27 سبتمبر 1931، عندما اصطحب ويلفريد إسرائيل ضيفه الهندي سوندارام لمقابلة صديقه أينشتاين في منزله الصيفي في بلدة كابوث. كان سوندارام تلميذًا لغاندي ومبعوثًا خاصًا، التقى به ويلفريد أثناء زيارته للهند وزيارة منزل الزعيم الهندي في عام 1925. أثناء الزيارة، كتب أينشتاين رسالة قصيرة إلى غاندي سلمت إليه من خلال مبعوثه، واستجاب غاندي بسرعة له. الرسالة الخاصة، على الرغم من أن أينشتاين وغاندي لم يتمكنا في النهاية من الالتقاء كما كانا يأملان، فقد أنشىء الاتصال المباشر بينهما من خلال ويلفريد إسرائيل.

##### العلاقة مع الصهيونية

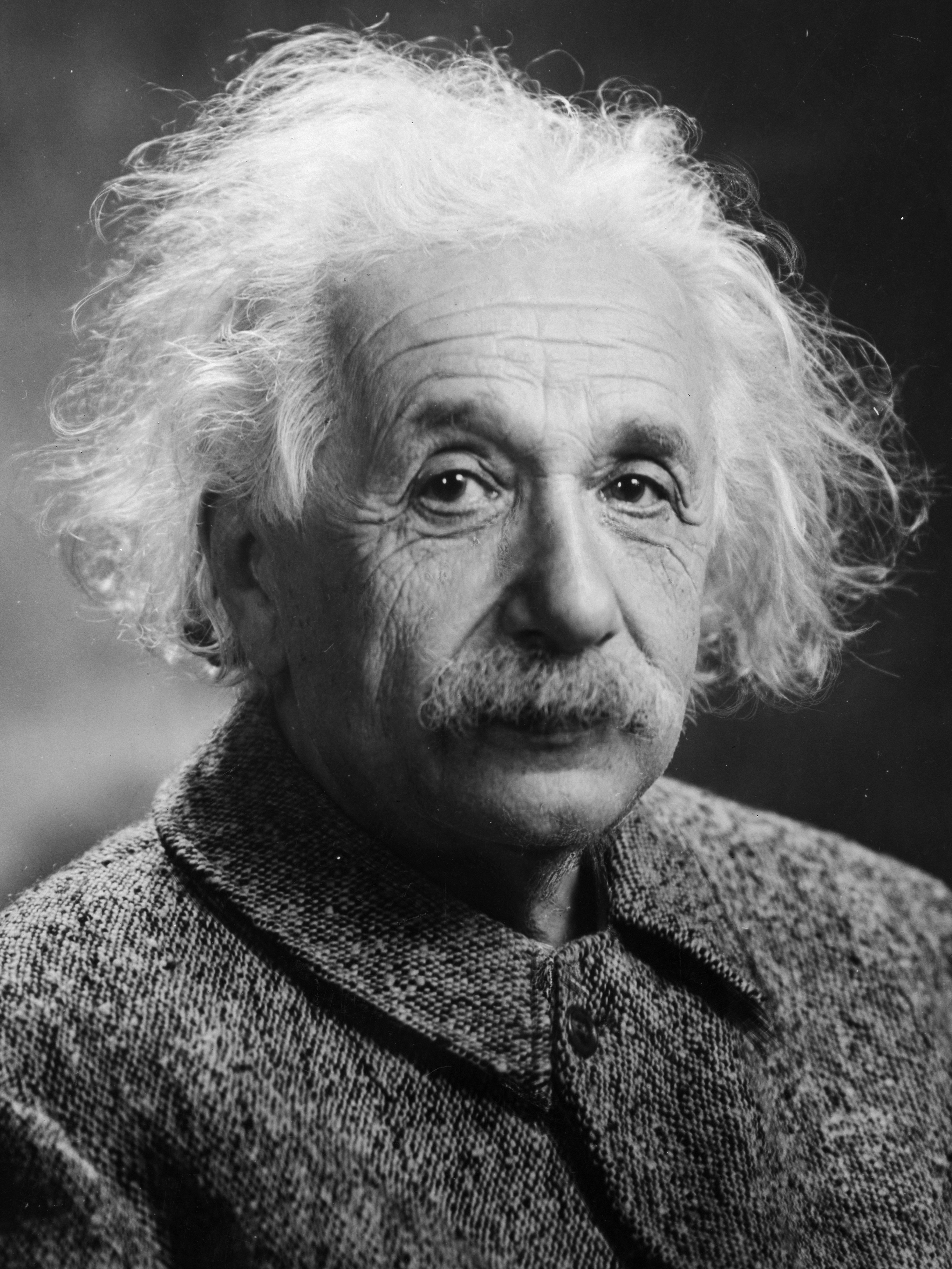
أينشتاين عام 1947.

كان أينشتاين رائدًا صوريًا في المساعدة في إنشاء الجامعة العبرية في القدس، التي افتتحت في عام 1925، وكان من بين أول مجلس محافظين. في وقت سابق، في عام 1921، طلب منه عالم الكيمياء الحيوية ورئيس المنظمة الصهيونية العالمية، حاييم وايزمان، المساعدة في جمع الأموال للجامعة المخطط لها. قدم اقتراحات لإنشاء معهد للزراعة ومعهد كيميائي ومعهد لعلم الأحياء الدقيقة من أجل مكافحة الأوبئة المستمرة المختلفة مثل الملاريا، والتي وصفها بـ«الشر» الذي يقوض ثلث تنمية البلاد. كما شجع على إنشاء معهد الدراسات الشرقية، ليشمل دورات لغة باللغتين العبرية والعربية.
لم يكن أينشتاين قوميًا وكان ضد إنشاء دولة يهودية مستقلة، والتي ستنشئ بدون مساعدته كإسرائيل في عام 1948. شعر أن موجات يهود القادمين (العالية) يمكن أن تعيش جنبًا إلى جنب مع العرب الموجودين في فلسطين. ومع ذلك، عند وفاة الرئيس الإسرائيلي وايزمان في نوفمبر 1952، عرض رئيس الوزراء دافيد بن غوريون على أينشتاين المنصب الشرفي إلى حد كبير لرئيس إسرائيل بناءً على طلب من عزريئيل كارليباخ. قدم العرض سفير إسرائيل في واشنطن، أبا إيبان، الذي أوضح أن العرض «يجسد أعمق الاحترام الذي يمكن للشعب اليهودي أن يضعه في أي من أبنائه». كتب أينشتاين أنه «تأثر بعمق»، لكنه «حزين وخجل في الحال» لأنه لم يستطع قبول ذلك.

#### وجهات النظر الدينية والفلسفية
تحدث أينشتاين عن نظرته الروحية في مجموعة واسعة من الكتابات والمقابلات الأصلية. قال إنه كان متعاطفًا مع الإله غير الشخصي الذي يؤمن بوحدة الوجود لفلسفة باروخ سبينوزا. لم يؤمن بإله شخصي يهتم بمصائر وأفعال البشر، وهي وجهة نظر وصفها بأنها ساذجة. ومع ذلك، أوضح أن «أنا لست ملحدًا»، مفضلًا أن يطلق على نفسه لاأدريًا، أو «غير مؤمن بشدة». عندما سئل عما إذا كان يؤمن بالحياة الآخرة، أجاب أينشتاين: «لا، وحياة واحدة تكفيني».
كان أينشتاين مرتبطًا بشكل أساسي بمجموعات الثقافة الأخلاقية والإنسانية غير الدينية في كل من المملكة المتحدة والولايات المتحدة. خدم في المجلس الاستشاري للجمعية الإنسانية الأولى في نيويورك، وكان شريكًا فخريًا للجمعية العقلانية، التي تنشر في نيو هيومانست في بريطانيا. في الذكرى الخامسة والسبعين لجمعية نيويورك للثقافة الأخلاقية، ذكر أن فكرة الثقافة الأخلاقية تجسد مفهومه الشخصي لما هو أكثر قيمة واستمرارية في المثالية الدينية. لاحظ أنه «بدون» الثقافة الأخلاقية «لا يوجد خلاص للبشرية».
في رسالة باللغة الألمانية إلى الفيلسوف إريك جوتكيند، بتاريخ 3 يناير 1954، كتب أينشتاين:
كان أينشتاين متعاطفًا مع النباتية لفترة طويلة. في رسالة في عام 1930 إلى هيرمان هوث، نائب رئيس الاتحاد النباتي الألماني، كتب:
أصبح نباتيًا بنفسه فقط خلال الجزء الأخير من حياته. في مارس 1954 كتب في رسالة: «إذن أنا أعيش بدون دهون، بدون لحم، بدون سمك، لكني أشعر أنني بحالة جيدة تمامًا بهذه الطريقة. يبدو لي أن الإنسان لم يولد ليكون لاحمًا».

#### حب الموسيقى

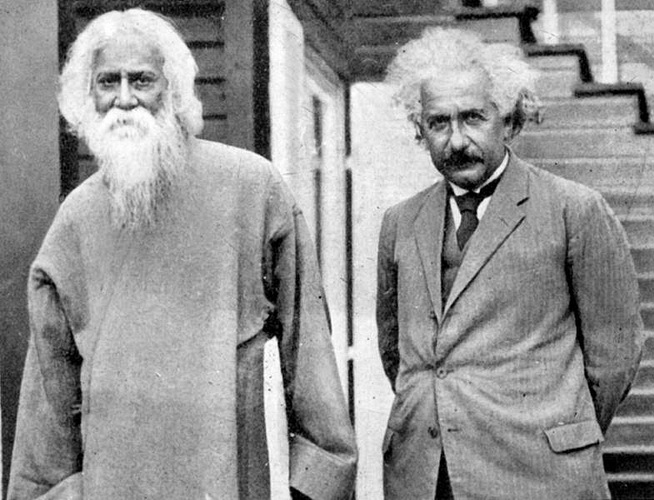
ألبرت أينشتاين مع الكاتب والموسيقي والحائز على جائزة نوبل روبندرونات طاغور، 1930.

طور أينشتاين تقديرًا للموسيقى في سن مبكرة. كتب في مجلاته المتأخرة:
عزفت والدته على البيانو بشكل معقول وأرادت أن يتعلم ابنها الكمان، ليس فقط ليغرس فيه حب الموسيقى ولكن أيضًا لمساعدته على الاندماج في الثقافة الألمانية. وفقًا للقائد ليون بوتشتاين، بدأ أينشتاين العزف عندما كان في الخامسة من عمره. ومع ذلك، لم يستمتع به في ذلك العمر.
عندما بلغ 13 عامًا، اكتشف سوناتات الكمان لموزارت، وعندها أصبح مفتونًا بمؤلفات موزارت ودرس الموسيقى عن طيب خاطر. علم أينشتاين أن يلعب دون «ممارسة منهجية على الإطلاق». قال إن «الحب معلم أفضل من الإحساس بالواجب.» في سن 17، سمعه ممتحن مدرسة في أراو أثناء عزف سوناتات بيتهوفن على الكمان. صرح الممتحن بعد ذلك «أن عزفه كان رائعًا ويكشف عن بصيرة عظيمة». كتب بوتشتاين أن ما أذهل الممتحن هو أن أينشتاين «أظهر حبًا عميقًا للموسيقى، صفة كانت وما زالت قليلة العرض. كان للموسيقى معنى غير عادي بالنسبة لهذا الطالب.»
أخذت الموسيقى دورًا محوريًا ودائمًا في حياة أينشتاين منذ تلك الفترة. على الرغم من أن فكرة أن يصبح موسيقيًا محترفًا لم تكن في ذهنه في أي وقت، إلا أنه من بين أولئك الذين عزف معهم أينشتاين موسيقى الحجرة، كان هناك عدد قليل من المحترفين، بما في ذلك كيرت أبيلباوم، وقد أدى عروضه لجمهور خاص وأصدقاء. أصبحت موسيقى الحجرة أيضًا جزءً منتظمًا من حياته الاجتماعية أثناء إقامته في برن وزيورخ وبرلين، حيث عزف مع ماكس بلانك وابنه، من بين آخرين. يُنسب إليه أحيانًا خطأ كمحرر لطبعة 1937 من كتالوج كوشل لعمل موزارت؛ أجري إعداد تلك الطبعة من قبل ألفرد أينشتاين، الذي ربما كان على علاقة بعيدة.
في عام 1931، أثناء مشاركته في البحث في معهد كاليفورنيا للتقنية، قام بزيارة المعهد الموسيقي لعائلة زويلنر في لوس أنجلوس، حيث لعب بعض أعمال بيتهوفن وموزارت مع أعضاء زويلنر الرباعية. قرب نهاية حياته، عندما زاره الرباعي الصغير جويليارد في برينستون، عزف على الكمان معهم، وكان الرباعي «معجبًا بمستوى أينشتاين من التنسيق والتجويد».

### الوفاة
في 17 أبريل 1955، تعرض أينشتاين لنزف داخلي ناتج عن تمزق تمدد الأوعية الدموية الأبهرية البطنية، والذي عزز جراحيًا من قبل رودولف نيسن في عام 1948. أخذ مسودة خطاب كان يعده لظهور تلفزيوني في الذكرى السابعة لدولة إسرائيل معه إلى المستشفى، لكنه لم يعش لإكمالها.
رفض أينشتاين الجراحة، قائلاً: «أريد أن أذهب وقتما أريد. لا طعم لإطالة الحياة بشكل مصطنع. لقد قمت بنصيبي؛ حان وقت الذهاب. سأفعل ذلك بأناقة.» توفي في المركز الطبي بجامعة برينستون في بلينسبورو في وقت مبكر من صباح اليوم التالي عن عمر يناهز 76 عامًا، بعد أن استمر في العمل حتى قرب النهاية.
أثناء تشريح الجثة، أزال عالم الأمراض توماس هارفي دماغ أينشتاين لحفظه دون إذن من عائلته، على أمل أن يتمكن علم الأعصاب في المستقبل من اكتشاف ما جعل أينشتاين ذكيًا للغاية. حرق رفات أينشتاين في ترنتون، نيو جيرسي، وتناثر رماده في مكان غير معروف.
في محاضرة تذكارية ألقيت في 13 ديسمبر 1965 في مقر اليونسكو، لخص الفيزيائي النووي روبرت أوبنهايمر انطباعه عن أينشتاين كشخص: «لقد كان كليًا تقريبًا بدون تعقيد وبالكامل تمامًا بدون دنيوية... كان دائمًا معه نقاء رائع. في آنٍ واحدٍ طفولي وعنيد للغاية».
ترك أينشتاين أرشيفاته الشخصية ومكتبته وأصوله الفكرية للجامعة العبرية في القدس في إسرائيل.

## السيرة العلمية
نشر أينشتاين طوال حياته مئات الكتب والمقالات. نشر أكثر من 300 ورقة علمية و150 ورقة غير علمية. في 5 ديسمبر 2014، أعلنت الجامعات ودور المحفوظات عن إطلاق أوراق أينشتاين، التي تضم أكثر من 30000 وثيقة فريدة. جعلت إنجازات أينشتاين الفكرية وأصالة كلمة «أينشتاين» مرادفة لكلمة «عبقري». بالإضافة إلى العمل الذي قام به بنفسه، فقد تعاون أيضًا مع علماء آخرين في مشاريع إضافية بما في ذلك إحصاء بوز-أينشتاين وثلاجة أينشتاين وغيرها.

### 1905 – أوراق العام المعجزة
أوراق العام المعجزة عبارة عن أربع مقالات تتعلق بالتأثير الكهروضوئي (الذي أدى إلى ظهور نظرية الكم)، والحركة البراونية، والنسبية الخاصة، وE=mc² التي نشرها أينشتاين في مجلة حوليات الفيزياء العلمية عام 1905. هذه الأعمال الأربعة ساهمت بشكل كبير في تأسيس الفيزياء الحديثة وتغيير وجهات النظر حول المكان والزمان والمادة. الأوراق الأربع هي:
| العنوان (الشرح)                                                                                 | مجال التركيز        | استلم     | نشر       | الدلالة |
| ----------------------------------------------------------------------------------------------- | ------------------- | --------- | --------- | --- |
| "من وجهة نظر إرشادية فيما يتعلق بإنتاج وتحويل الضوء"                                            | التأثير الكهروضوئي  | 18 مارس   | 9 يونيو   | حل لغز التأثير من خلال اقتراح تبادل الطاقة بكميات منفصلة (كمات). كانت هذه الفكرة محورية في التطور المبكر لنظرية الكم. |
| "حول حركة الجسيمات الصغيرة العالقة في سائل ثابت، كما هو مطلوب في نظرية الحركة الجزيئية للحرارة" | الحركة البراونية    | 11 مايو   | 18 يوليو  | شرح الدليل التجريبي للنظرية الذرية الداعمة لتطبيق الفيزياء الإحصائية. |
| "في الديناميكا الكهربائية للأجسام المتحركة"                                                     | النسبية الخاصة      | 30 يونيو  | 26 سبتمبر | التوفيق بين معادلات ماكسويل للكهرباء والمغناطيسية مع قوانين الميكانيكا من خلال إدخال تغييرات على الميكانيكا، ناتجة عن التحليل القائم على الدليل التجريبي على أن سرعة الضوء مستقلة عن حركة الراصد. دحض مفهوم "الأثير المضيء". |
| "هل القصور الذاتي للجسم يعتمد على محتواه من الطاقة؟"                                            | تكافؤ الكتلة-الطاقة | 27 سبتمبر | 21 نوفمبر | تكافؤ المادة والطاقة، E=mc² (وضمنيًا، قدرة الجاذبية على "ثني" الضوء)، ووجود "طاقة السكون"، وأساس الطاقة النووية. |

### الميكانيكا الإحصائية

#### تقلبات الديناميكا الحرارية والفيزياء الإحصائية
أول ورقة لأينشتاين قدمت في عام 1900 إلى حوليات الفيزياء كانت حول التجاذب الشعري. نُشرت عام 1901 بعنوان "Folgerungen aus den Capillaritätserscheinungen"، والذي يُترجم على أنه «استنتاجات من ظاهرة الشعيرات الدموية». حاولت ورقتان نشرهما في 1902-1903 (الديناميكا الحرارية) تفسير الظواهر الذرية من وجهة نظر إحصائية. كانت هذه الأوراق هي الأساس لورقة 1905 حول الحركة البراونية، والتي أظهرت أن الحركة البراونية يمكن تفسيرها كدليل قاطع على وجود الجزيئات. كان بحثه في عامي 1903 و1904 يهتم بشكل أساسي بتأثير الحجم الذري المحدود على ظواهر الانتشار.

#### نظرية البريق الحرج
عاد أينشتاين إلى مشكلة التقلبات في الديناميكا الحرارية، معطيًا علاجًا لتغيرات الكثافة في السائل عند نقطته الحرجة. عادةً ما يتحكم في تقلبات الكثافة بواسطة المشتق الثاني للطاقة الحرة فيما يتعلق بالكثافة. عند النقطة الحرجة، يكون هذا المشتق صفرًا، مما يؤدي إلى تقلبات كبيرة. تأثير تقلبات الكثافة هو أن الضوء من جميع الأطوال الموجية مبعثر، مما يجعل السائل يبدو أبيض حليبي. يربط أينشتاين هذا بتبعثر رايلي، وهو ما يحدث عندما يكون حجم التذبذب أصغر بكثير من الطول الموجي، وهذا ما يفسر لماذا السماء زرقاء. اشتق أينشتاين البريق الحرج الكمي من معالجة تقلبات الكثافة، وأظهر كيف ينشأ كل من التأثير وتبعثر رايلي من التكوين الذري للمادة.

### النسبية الخاصة
استلم بحث أينشتاين («حول الديناميكا الكهربية للأجسام المتحركة») في 30 يونيو 1905 ونشر في 26 سبتمبر من نفس العام. للتوفيق بين التعارضات بين معادلات ماكسويل (قوانين الكهرباء والمغناطيسية) وقوانين ميكانيكا نيوتن من خلال إدخال تغييرات على قوانين الميكانيكا. رصديًا، تكون تأثيرات هذه التغييرات أكثر وضوحًا عند السرعات العالية (حيث تتحرك الأجسام بسرعات قريبة من سرعة الضوء). أصبحت النظرية التي طورت في هذه الورقة فيما بعد تُعرف باسم نظرية النسبية الخاصة لأينشتاين. هناك دليل من كتابات أينشتاين على أنه تعاون مع زوجته الأولى، ميلفا ماريك، في هذا العمل. يبدو أن قرار النشر باسمه كان متبادلاً، لكن السبب الدقيق غير معروف.
تنبأت هذه الورقة أنه عند قياسها في إطار مراقب متحرك نسبيًا، فإن الساعة التي يحملها جسم متحرك ستبدو وكأنها تتباطأ، والجسم نفسه سوف ينكمش في اتجاه حركته. جادل هذا البحث أيضًا في أن فكرة الأثير المضيء -أحد الكيانات النظرية الرائدة في الفيزياء في ذلك الوقت- كانت غير ضرورية.
في ورقته البحثية حول تكافؤ الكتلة والطاقة، أنتج أينشتاين E = mc2 كنتيجة لمعادلاته النسبية الخاصة. ظل عمل أينشتاين حول النسبية عام 1905 مثيرًا للجدل لسنوات عديدة، ولكن لاقى القبول من قبل علماء الفيزياء البارزين، بدءً من ماكس بلانك.
صاغ أينشتاين في الأصل النسبية الخاصة من حيث الكينماتيكا (دراسة الأجسام المتحركة). في عام 1908، أعاد هيرمان مينكوفسكي تفسير النسبية الخاصة من منظور هندسي كنظرية للزمكان. تبنى أينشتاين شكليات مينكوفسكي في نظريته النسبية العامة عام 1915.

### النسبية العامة

#### النسبية العامة ومبدأ التكافؤ

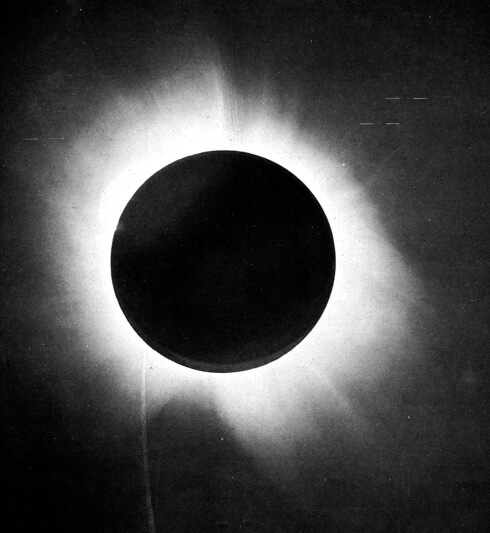
صورة إدينغتون لكسوف الشمس.

النسبية العامة هي نظرية جاذبية طورها أينشتاين بين عامي 1907 و1915. طبقا للنسبية العامة، فإن الاستقطاب الجذبوي الملحوظ بين كتلتين ينتج عن انبعاج نسيج الزمكان بسبب هاتين الكتلتين. تطورت النسبية العامة إلى أداة أساسية في الفيزياء الفلكية الحديثة. تُعتبر النسبية العامة هي الأساس لفهمنا الحالي للثقوب السوداء في الفضاء حيث يكون الاستقطاب الجذبوي قويا لدرجة أن الضوء نفسه لا يتمكن من الهروب منه.
كما قال أينشتاين لاحقا، فإن سبب تطوير النسبية العامة كان هو أن مرجعية حركة القصور الذاتي داخل النسبية الخاصة لم تكن مُرضية، في حين لا تفضل أي نظرية من البداية أي حالة حركية (حتى التي اكتسبت عجلة) ومن المفترض أن تكون أكثر إرضاء. وكنتيجة لذلك، نشر في 1907 مقالا عن التسارع تحت النسبية الخاصة. في هذا المقال المعنون «حول مبدأ النسبية والاستنتاجات المترتبة عليه»، جادل أينشتاين أن السقوط الحر هو في الواقع حركة قصور ذاتي، وأنه بالنسبة إلى الراصد الذي يسقط حرا، لا بد أن تنطبق قوانين النسبية الخاصة. يُطلق على هذا النقاش اسم مبدأ التكافؤ. في نفس المقال، توقع أينشتاين أيضا ظاهرة الإبطاء الزمني الثقالي والانزياح الأحمر الجذبوي وعدسة الجاذبية.
في 1911، نشر أينشتاين مقالا آخر تحت عنوان «حول تأثير الجاذبية على انتشار الضوء» كامتداد لمقال عام 1907، والذي قدّر فيه كمية عدسة الجاذبية وانزياح الضوء بفعل الأجسام الضخمة. بالتالي، تمكنّا من الاختبار التجريبي لتوقعات النظرية النسبية العامة لأول مرة.
وترجم كتابه «النسبية» إلى العربية الدكتور الفيزيائي أدهم السمان.

#### الموجات الثقالية
في 1916، توقع أينشتاين وجود الموجات الثقالية وهي تموجات في انحناء الزمكان والتي تنتشر كموجات مسافرة بعيدة عن مصدرها، ناقلةً الطاقة في صورة إشعاع جذبوي. وجود الموجات الثقالية محتمل تحت النسبية العامة بسبب تناظر لورينتز والذي يشمل مبدأ السرعة المحددة لانتشار التفاعلات الفيزيائية للجاذبية داخله. في المقابل، لا يمكن أن توجد الموجات الثقالية في قانون الجذب العام لنيوتن، والذي يتوقع أن التفاعلات الفيزيائية للجاذبية نتنشر بسرعة غير محدودة.
أتى أول رصد غير مباشر للموجات الثقالية في السبعينات من خلا رصد نجمين نيوترونيين يدوران حول بعضهما. كان تفسير التآكل في فترتهما الدورانية هو أنهما كانا يشعان موجات ثقالية. أُكِّدَت توقعات أينشتاين في 11 فبراير 2016، عندما قام الباحثون في مرصد ليغو بنشر أول رصد للموجات الثقالية، والتي رُصدت على كوكب الأرض في 14 سبتمبر 2015، بعد مائة عام تماما من التوقع.

#### قضية الثقب ونظرية إنتفورف
أثناء تطوير النسبية العامة، أصبح أينشتاين حائرا بخصوص نظرية المقياس. صاغ أينشتاين جدالا قاده إلى استنتاج أن نظرية مجال النسبية العامة مستحيلة. تخلي أينشتاين عن البحث عن معادلات متغير مشترك عامة، وبدأ البحث عن معادلات ستكون غير متغيرة تحت التحولات الخطية العامة فقط.
في يونيو 1913، كانت نظرية إنتفورف أحد نتائج هذا البحث. كما يقترح اسم النظرية، فقد كانت مخططا لنظرية، أقل أناقة وأكثر صعوبة عن النسبية العامة، مع استبدال معادلات الحركة بحالات إضافية من نظرية المقياس. بعد حوالي سنتين من العمل الشاق، أدرك أينشتاين أن قضية الثقب كانت خاطئة وتخلى عن النظرية في نوفمبر 1915.

#### علم الكون الفيزيائي

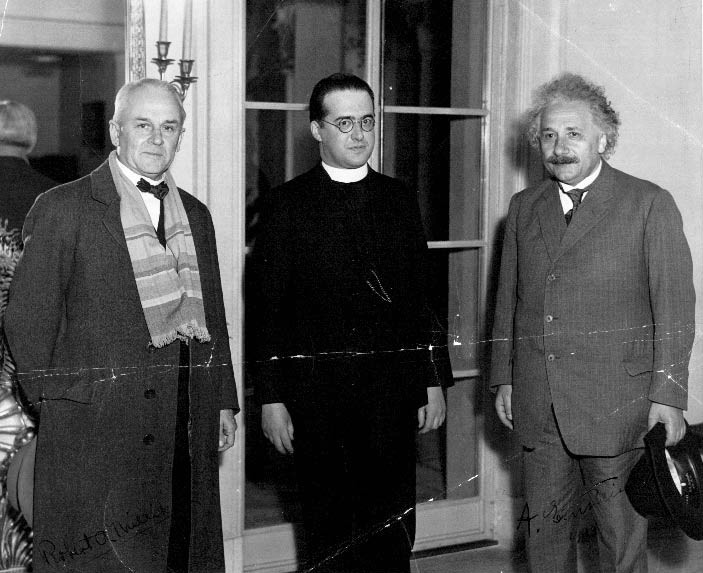
أينشتاين مع ميليكان وجورج لومتر في معهد كاليفورنيا للتقنية في يناير 1933.

في عام 1917، طبق أينشتاين النسبية العامة على بنية الكون ككل. اكتشف أن معادلات المجال العامة توقعت كونًا ديناميكيًا، إما متقلصًا أو يتمدد. نظرًا لعدم معرفة الدليل المرصود لكون ديناميكي في ذلك الوقت، قدم أينشتاين مصطلحًا جديدًا، وهو الثابت الكوني، إلى معادلات المجال، من أجل السماح للنظرية بالتنبؤ بكون ثابت. تنبأت معادلات المجال المعدلة بكون ثابت من الانحناء المغلق، وفقًا لفهم أينشتاين لمبدأ ماخ في هذه السنوات. أصبح هذا النموذج معروفًا باسم عالم أينشتاين أو الكون الثابت لأينشتاين.
بعد اكتشاف انحسار السدم من قبل إدوين هابل في عام 1929، تخلى أينشتاين عن نموذجه الثابت للكون، واقترح نموذجين ديناميكيين للكون، كون فريدمان - أينشتاين لعام 1931 وكون أينشتاين-دي سيتر لعام 1932. في كل من هذه النماذج، تجاهل أينشتاين الثابت الكوني، مدعيًا أنه «على أي حال غير مُرضٍ نظريًا».
في العديد من السير الذاتية لأينشتاين، يُزعم أن أينشتاين أشار إلى الثابت الكوني في السنوات اللاحقة على أنه «أكبر خطأ فادح». شكك عالم الفيزياء الفلكية ماريو ليفيو مؤخرًا في هذا الادعاء، مشيرًا إلى أنه قد يكون مبالغًا فيه.
في أواخر عام 2013، اكتشف فريق بقيادة الفيزيائي الأيرلندي كورماك أورايفيرتاي دليلًا على أنه بعد وقت قصير من معرفة ملاحظات هابل لتراجع السدم، اعتبر أينشتاين نموذجًا للحالة المستقرة للكون. في مخطوطة أهملت حتى الآن، كتبت على ما يبدو في أوائل عام 1931، استكشف أينشتاين نموذجًا للكون المتوسع حيث تظل كثافة المادة ثابتة بسبب الخلق المستمر للمادة، وهي عملية ربطها بالثابت الكوني. كما ذكر في الورقة، «في ما يلي، أود أن ألفت الانتباه إلى حل للمعادلة (1) يمكن أن يفسر حقائق هابل [هكذا]، والتي تكون فيها الكثافة ثابتة بمرور الوقت»... «إذا اعتبر المرء حجمًا محدودًا ماديًا، فستتركه جسيمات المادة باستمرار. ولكي تظل الكثافة ثابتة، يجب أن تتشكل جسيمات المادة الجديدة باستمرار في الحجم من الفضاء.»
وهكذا يبدو أن أينشتاين اعتبر نموذج الحالة المستقرة للكون الآخذ في الاتساع قبل سنوات عديدة من هويل وبوندي وجولد. ومع ذلك، احتوى نموذج الحالة المستقرة لأينشتاين على عيب أساسي وتخلّى عن الفكرة بسرعة.

#### موتر مستعار-الزخم-الطاقة
تتضمن النسبية العامة زمكان ديناميكيًا، لذلك من الصعب معرفة كيفية تحديد الطاقة المحفوظة والزخم. تسمح مبرهنة نويثر بتحديد هذه الكميات من لاغرانجيان مع تناظر انتقالي، لكن التباين العام يجعل ثبات الانتقال إلى شيء من مقياس التناظر. الطاقة والزخم المستمدان في النسبية العامة من خلال وصفات نويثر لا يصنعان موترًا حقيقيًا لهذا السبب.
جادل أينشتاين بأن هذا صحيح لسبب أساسي: يمكن جعل مجال الجاذبية يتلاشى باختيار الإحداثيات. وأكد أن موتر مستعار الزخم الطاقة غير المتغير كان في الواقع، أفضل وصف لتوزيع زخم الطاقة في مجال الجاذبية. وقد ردد ليف لانداو ويفغيني ليفشتز وآخرون هذا النهج، وأصبح معيارًا.
تعرض استخدام الأجسام غير المتغيرة مثل الموترات المستعارة لانتقادات شديدة في عام 1917 من قبل إرفين شرودنغر وآخرين.

#### الثقوب الدودية
في 1935، تعاون أينشتاين مع ناثان روزين لإنتاج نموذجا للثقب الدودي والذي يطلق عليه غالبا اسم جسر أينشتاين-روزن. كان دافعه هو تكوين نموذج للجزيئات الأولية ذات الشحنة كحل لمعادلات المجال الجذبوي، مع البرنامج الموجز في ورقة «هل تلعب المجالات الجذبوية دورا هاما في تكوين الجزيئات الأولية؟». أخذت هذه الحلول ولصقت مصفوفة شوارزشيلد لتكوين جسر بين الرقعتين.
إذا كانت إحدى نهايتي ثقب دودي مشحونة موجبا، فإن النهاية الأخرى ستكون سالبة الشحنة. أدت هذه الخواص إلى اعتقاد أينشتاين أنه يمكن وصف أزواج الجسيمات ومضادات الجسيمات بهذه الطريقة.

#### نظرية أينشتاين-كارتن

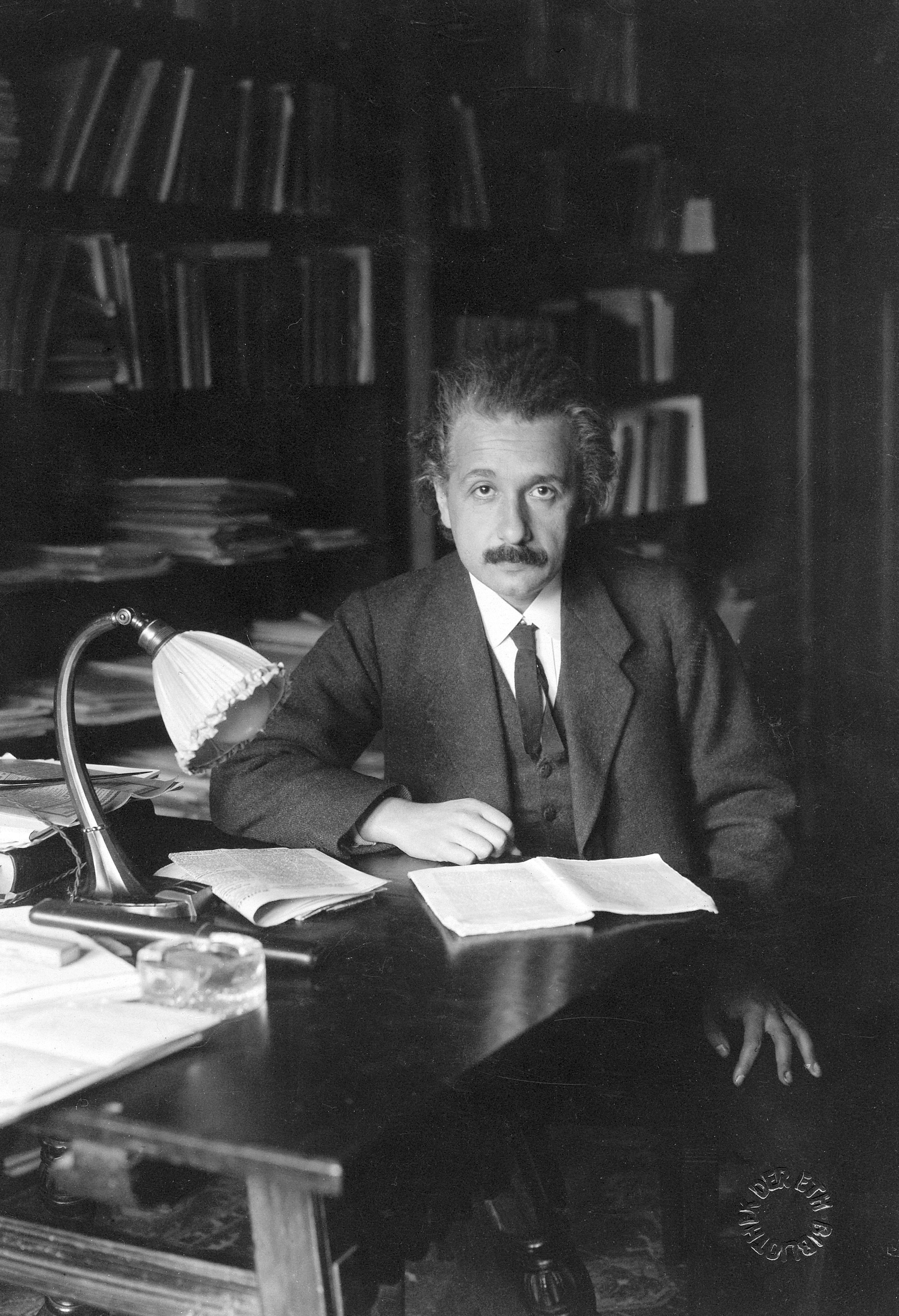
أينشتاين في مكتبه، جامعة برلين، 1920.

من أجل دمج جسيمات نقطة الدوران في النسبية العامة، يجب أن يعمم الارتباط الأفيني ليشمل جزءً غير متماثل، يسمى الالتواء. أجري هذا التعديل بواسطة أينشتاين وكارتن في عشرينيات القرن الماضي.

#### معادلات الحركة
تمتلك نظرية النسبية العامة قانونًا أساسيًا- معادلات أينشتاين للمجال، التي تصف كيفية انحناء الفضاء. يمكن اشتقاق المعادلة الجيوديسية، التي تصف كيفية تحرك الجسيمات، من معادلات أينشتاين.
نظرًا لأن معادلات النسبية العامة غير خطية، فإن كتلة من الطاقة مصنوعة من حقول الجاذبية الصافية، مثل الثقب الأسود، ستتحرك في مسار تحدده معادلات أينشتاين نفسها، وليس بقانون جديد. لذا اقترح أينشتاين أن مسار الحل الفردي، مثل الثقب الأسود، سيحدد على أنه جيوديسي من النسبية العامة نفسها.
تأسس هذا بواسطة أينشتاين وإنفيلد وهوفمان للأجسام النقطية بدون زخم زاوي، ومن قبل روي كير للأجسام التي لها لف مغزلي.

### نظرية الكم القديمة

#### الفوتونات وكميات الطاقة

التأثير الكهروضوئي. تصطدم الفوتونات الواردة على اليسار بصفيحة معدنية (أسفل)، وتخرج إلكترونات تُصوَّر على أنها تحلق إلى اليمين.

في ورقة عام 1905، افترض أينشتاين أن الضوء نفسه يتكون من جسيمات موضعية (كمات).رفضت كمات أينشتاين عالميا تقريبا من قبل جميع الفيزيائيين، بما في ذلك ماكس بلانك ونيلز بور. لم تُقبل هذه الفكرة عالميًا إلا في عام 1919، مع تجارب روبرت ميليكان التفصيلية حول التأثير الكهروضوئي، وقياس تبعثر كومبتون.
خلص أينشتاين إلى أن كل موجة من التردد f مرتبطة بمجموعة من الفوتونات بطاقة كل منها hf، حيث h هو ثابت بلانك. إنه لا يقول أكثر من ذلك بكثير، لأنه غير متأكد من كيفية ارتباط الجسيمات بالموجة. لكنه يقترح أن هذه الفكرة ستفسر بعض النتائج التجريبية، لا سيما التأثير الكهروضوئي.

#### الاهتزازات الذرية الكمية
في عام 1907، اقترح أينشتاين نموذجًا للمادة حيث تكون كل ذرة في بنية شبكية مذبذبًا توافقيًا مستقلًا. في نموذج أينشتاين، تتذبذب كل ذرة بشكل مستقل- سلسلة من الحالات الكمية المتباعدة بشكل متساوٍ لكل مذبذب. كان أينشتاين مدركًا أن الحصول على تواتر التذبذبات الفعلية سيكون أمرًا صعبًا، لكنه مع ذلك اقترح هذه النظرية لأنها كانت إثباتًا واضحًا بشكل خاص على أن ميكانيكا الكم يمكن أن تحل مشكلة الحرارة المحددة في الميكانيكا الكلاسيكية. صقل بيتر ديباي (نموذج ديباي) هذا النموذج.

#### مبدأ أديباتي ومتغيرات زاوية الفعل
خلال العقد الأول من القرن العشرين، توسعت ميكانيكا الكم في نطاقها لتشمل العديد من الأنظمة المختلفة. بعد أن اكتشف إرنست رذرفورد النواة واقترح أن الإلكترونات تدور مثل الكواكب، تمكن نيلز بور من إظهار أن نفس الافتراضات الميكانيكية الكمية التي قدمها بلانك وطورها أينشتاين ستفسر الحركة المنفصلة للإلكترونات في الذرات، والجدول الدوري للعناصر.
ساهم أينشتاين في هذه التطورات من خلال ربطها بحجج 1898 التي قدمها فلهلم فيين. أظهر فيين أن الثابت الأديباتي ثابت الحرارة لحالة التوازن الحراري تسمح لجميع منحنيات الجسم الأسود عند درجات حرارة مختلفة ليجري اشتقاقها من بعضها البعض من خلال عملية إزاحة بسيطة. لاحظ أينشتاين في عام 1911 أن نفس مبدأ ثابت الحرارة يظهر أن الكمية التي تحدد في أي حركة ميكانيكية يجب أن تكون ثابتة الأديباتي. حدد أرنولد سومرفيلد هذا الثابت الأديباتي باعتباره متغير الفعل للميكانيكا الكلاسيكية.

#### إحصاء بوز-أينشتاين
في عام 1924، تلقى أينشتاين وصفًا لنموذج إحصائي من الفيزيائي الهندي ساتيندرا ناث بوز، بناءً على طريقة العد التي افترضت أن الضوء يمكن فهمه على أنه غاز من جسيمات لا يمكن تمييزها. لاحظ أينشتاين أن إحصائيات بوز تنطبق على بعض الذرات وكذلك على جسيمات الضوء المقترحة، وقدم ترجمته لورقة بوز إلى مجلة الفيزياء. نشر أينشتاين أيضًا مقالاته الخاصة التي وصف النموذج وآثاره، من بينها ظاهرة تكاثف بوز-أينشتاين التي يجب أن تظهر بعض الجسيمات في درجات حرارة منخفضة جدًا. لم ينتج أول مكثف تجريبيًا إلا في عام 1995 بواسطة إيريك ألين كورنيل وكارل ويمان باستخدام معدات التبريد الفائق التي أنشئت في مختبر NIST-JILA في جامعة كولورادو بولدر. تُستخدم إحصائيات بوز-أينشتاين الآن لوصف سلوكيات أي تجميع للبوزونات. يمكن رؤية رسومات أينشتاين لهذا المشروع في أرشيف أينشتاين في مكتبة جامعة ليدن.

#### ازدواجية موجة-جسيم

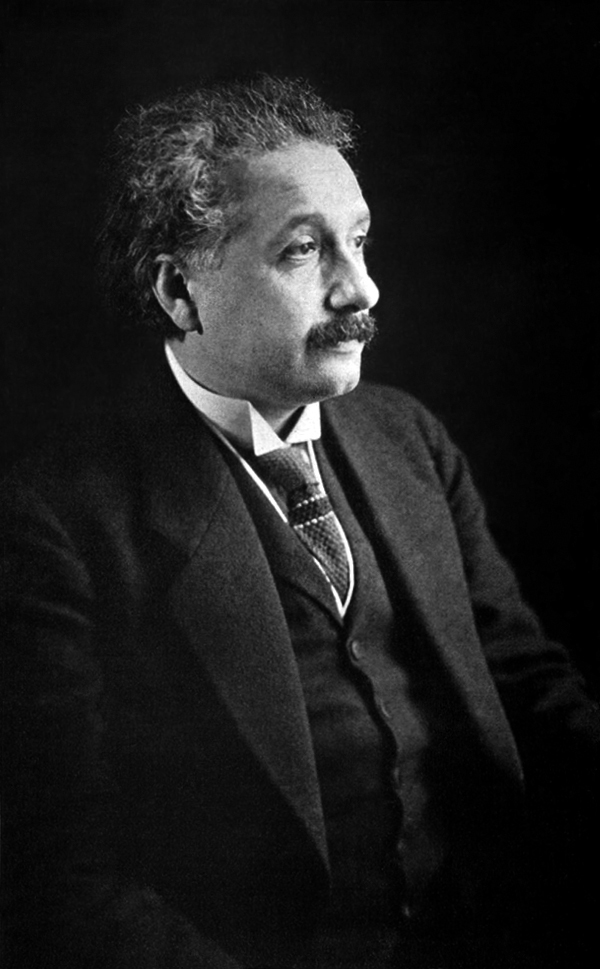
أينشتاين خلال زيارته للولايات المتحدة.

على الرغم من أن مكتب براءات الاختراع قام بترقية أينشتاين إلى فاحص تقني من الدرجة الثانية في عام 1906، إلا أنه لم يتخل عن الأوساط الأكاديمية. في عام 1908، أصبح أستاذًا مشاركًا في جامعة برن. في («تطوير آرائنا حول تكوين وجوهر الإشعاع»)، حول تكميم الضوء، وفي ورقة سابقة عام 1909، أظهر أينشتاين أن كمات طاقة ماكس بلانك يجب أن تمتلك زخمًا محددًا جيدًا وتعمل في بعض النواحي كجسيمات مستقلة شبيهة بالنقطة. قدمت هذه الورقة مفهوم الفوتون (على الرغم من أن اسم الفوتون قد قدمه لاحقًا جيلبرت إن لويس في عام 1926) وألهم فكرة ازدواجية الموجة والجسيم في ميكانيكا الكم. رأى أينشتاين ازدواجية الموجة والجسيم في الإشعاع كدليل ملموس على قناعته بأن الفيزياء بحاجة إلى أساس جديد وموحد.

#### طاقة النقطة-صفر
في سلسلة من الأعمال التي اكتملت من عام 1911 إلى عام 1913، أعاد بلانك صياغة نظريته الكمية لعام 1900 وقدم فكرة طاقة النقطة-صفر في «نظرية الكم الثانية» الخاصة به. سرعان ما جذبت هذه الفكرة انتباه أينشتاين ومساعده أوتو شتيرن. بافتراض أن طاقة الجزيئات ثنائية الذرة الدوارة تحتوي على طاقة نقطة الصفر، ثم قارنوا الحرارة النوعية النظرية لغاز الهيدروجين بالبيانات التجريبية. الأرقام متطابقة بشكل جيد. ومع ذلك، بعد نشر النتائج، سحبوا دعمهم على الفور، لأنهم لم يعودوا يثقون في صحة فكرة نقطة الصفر للطاقة.

#### الانبعاث المستحث
في عام 1917، في ذروة عمله حول النسبية، نشر أينشتاين مقالًا في المجلة الفيزيائية اقترح إمكانية الانبعاث المستحث، وهي العملية الفيزيائية التي تجعل من الممكن استخدام الميزر والليزر. أظهرت هذه المقالة أن إحصائيات امتصاص وانبعاث الضوء ستكون متوافقة فقط مع قانون توزيع بلانك إذا كان انبعاث الضوء في وضع مع n-نون من الفوتونات سيعزز إحصائيًا مقارنة بانبعاث الضوء في وضع فارغ. كان لهذه الورقة تأثير كبير في التطور اللاحق لميكانيكا الكم، لأنها كانت أول ورقة توضح أن إحصاءات التحولات الذرية لها قوانين بسيطة.

#### الموجات المادية
اكتشف أينشتاين عمل لويس دي بروي ودعم أفكاره، التي قوبلت بتشكك في البداية. في ورقة رئيسية أخرى من هذا العصر، قدم أينشتاين معادلة موجية لموجات دي بروي، والتي اقترحها أينشتاين هي معادلة هاملتون-جاكوبي للميكانيكا. كانت هذه الورقة مصدر إلهام لعمل شرودنغر عام 1926.

### ميكانيكا الكم

#### اعتراضات أينشتاين على ميكانيكا الكم

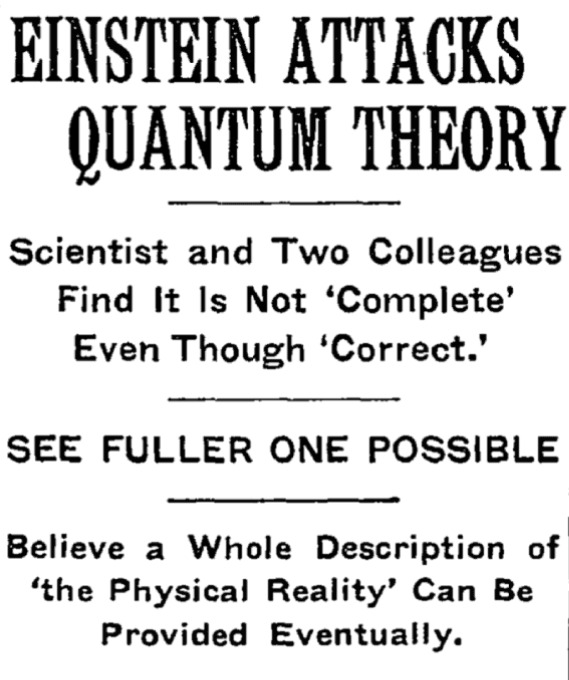
عنوان الجريدة في 4 مايو 1935.

لعب أينشتاين دورًا رئيسيًا في تطوير نظرية الكم، بدءً من بحثه عام 1905 حول التأثير الكهروضوئي. ومع ذلك، فقد استاء من ميكانيكا الكم الحديثة لأنها تطورت بعد عام 1925، على الرغم من قبولها من قبل علماء الفيزياء الآخرين. كان متشككًا في أن عشوائية ميكانيكا الكم كانت أساسية وليست نتيجة الحتمية، مشيرًا إلى أن الله «لا يلعب بالنرد». حتى نهاية حياته، استمر في التأكيد على أن ميكانيكا الكم غير مكتملة.

#### مناظرات بور-أينيشتاين

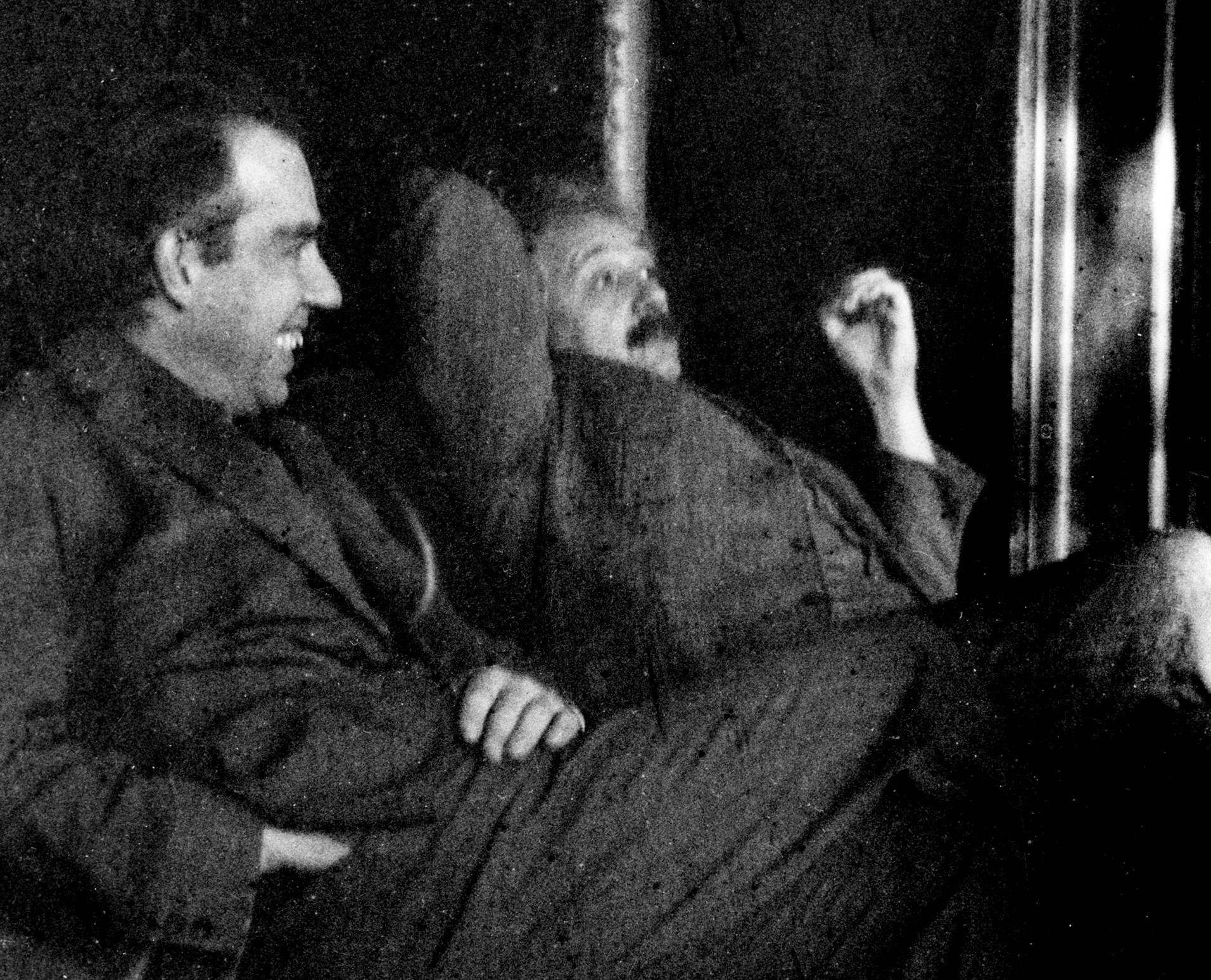
أينشتاين ونيلز بور، 1925.

كانت مناظرات بور-أينيشتاين عبارة عن سلسلة من الخلافات العامة حول ميكانيكا الكم بين أينشتاين ونيلز بور، اللذين كانا من مؤسسيها. تُذكر نقاشاتهم لأهميتها في فلسفة العلم. ستؤثر مناقشاتهم على التفسيرات اللاحقة لميكانيكا الكم.

#### مفارقة أينشتاين-بودولسكي-روزين
في عام 1935، عاد أينشتاين إلى ميكانيكا الكم، ولا سيما إلى مسألة اكتمالها، وذلك بالتعاون مع بوريس بودولسكي وناثان روزين الذي وضع ما أصبح يُعرف باسم مفارقة EPR. في تجربة فكرية، اعتبروا جسيمين تفاعلوا بحيث ارتبطت خصائصهما ارتباطًا وثيقًا. بغض النظر عن المسافة التي فصل الجسيمين عنها، فإن القياس الدقيق للموقع على جسيم واحد من شأنه أن يؤدي إلى معرفة دقيقة بنفس القدر لموضع الجسيم الآخر؛ وبالمثل، فإن قياس الزخم الدقيق لجسيم ما من شأنه أن يؤدي إلى معرفة دقيقة بنفس القدر لزخم الجسيم الآخر، دون الحاجة إلى تشويش الجسيم الآخر بأي شكل من الأشكال.
بالنظر إلى مفهوم أينشتاين للواقعية المحلية، كان هناك احتمالان: (1) إما أن الجسيم الآخر قد حدد هذه الخصائص بالفعل، أو (2) أثرت عملية قياس الجسيم الأول بشكل فوري على واقع موقع وزخم الجسيم الثاني. رفض أينشتاين هذا الاحتمال الثاني (الذي يُطلق عليه شعبيًا «العمل المخيف عن بعد»).
قاده إيمان أينشتاين بالواقعية المحلية إلى التأكيد على أنه في حين أن صحة ميكانيكا الكم لم تكن موضع شك، إلا أنها يجب أن تكون غير كاملة. ولكن كمبدأ فيزيائي، تبين أن الواقعية المحلية غير صحيحة عندما أكدت تجربة آسبكت عام 1982 مبرهنة بل، التي حددها جون ستيوارت بل في عام 1964. تظهر نتائج هذه التجارب والتجارب اللاحقة أن فيزياء الكم لا يمكن تمثيلها بأي نسخة من صورة الفيزياء حيث "تعتبر الجسيمات ككيانات مستقلة غير متصلة كلاسيكيا، كل منها غير قادر على التواصل مع الآخر بعد انفصالهما.
على الرغم من أن أينشتاين كان مخطئًا بشأن الواقعية المحلية، إلا أن توقعه الواضح للخصائص غير العادية لحالات الكم المتشابكة المعاكسة لها، أدى إلى أن تصبح ورقة EPR من بين الأوراق الأكثر تأثيرًا التي نُشرت في مجلة فيزيكال ريفيو. يعتبر حجر الزاوية في تطوير نظرية المعلومات الكمومية.

### نظرية الحقل الموحد
بعد بحثه في النسبية العامة، حاول أينشتاين تعميم نظريته في الجاذبية لتشمل الكهرومغناطيسية كجوانب لكيان واحد. في عام 1950، وصف «نظرية الحقل الموحد» الخاصة به في ساينتفك أمريكان في مقال بعنوان «في نظرية الجاذبية المعممة». على الرغم من الإشادة به على هذا العمل، إلا أن جهوده لم تنجح في النهاية. والجدير بالذكر أن مشروع التوحيد لأينشتاين لم يستوعب القوى النووية القوية والضعيفة، ولم يفهم أي منهما جيدًا إلا بعد سنوات عديدة من وفاته. على الرغم من أن الفيزياء السائدة تجاهلت منذ فترة طويلة مناهج أينشتاين في التوحيد، فقد حفز عمل أينشتاين البحث الحديث عن نظرية كل شيء، ولا سيما نظرية الأوتار، حيث تظهر المجالات الهندسية في إطار ميكانيكي كمومي موحد.

### تحقيقات أخرى
أجرى أينشتاين تحقيقات أخرى باءت بالفشل وأجري التخلي عنها. هذه التحقيقات تتعلق بالقوة والموصلية الفائقة وأبحاث أخرى.

### التعاون مع علماء آخرين

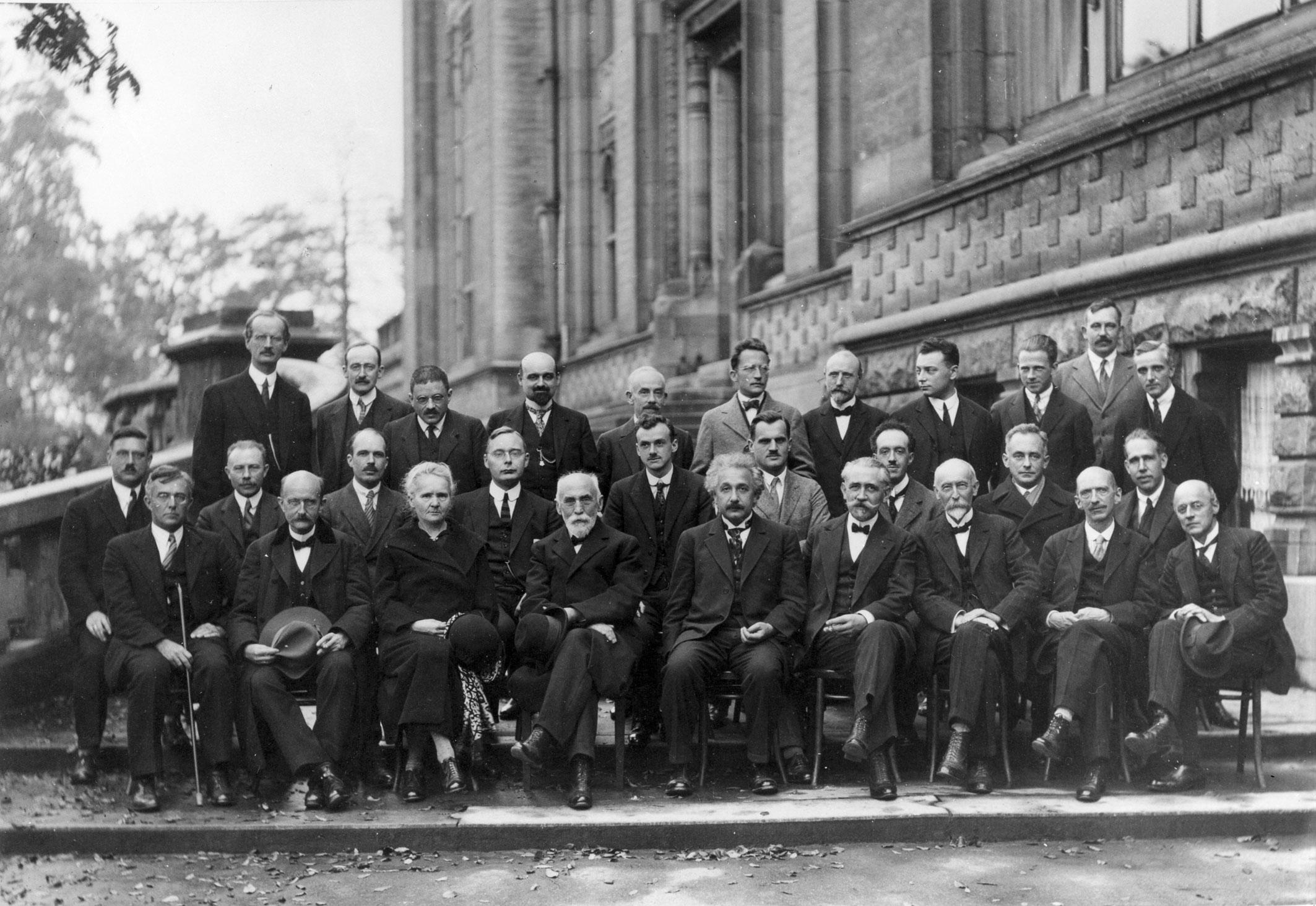
مؤتمر سولفاي عام 1927 في بروكسل، وهو تجمع لكبار علماء الفيزياء في العالم. أينشتاين في المركز.

بالإضافة إلى المتعاونين القدامى، ليوبولد إنفيلد، وناثان روزين، وبيتر بيرجمان وآخرين، كان لأينشتاين أيضًا بعض التعاون مع علماء مختلفين.

#### تجربة أينشتاين-دي هاس
أظهر أينشتاين ودي هاس أن المغنطة ناتجة عن حركة الإلكترونات، والمعروفة في الوقت الحاضر بأنها اللف المغزلي. من أجل إظهار ذلك، قاموا بعكس المغناطيسية في قضيب حديدي معلق على بندول الالتواء. لقد أكدوا أن هذا يقود القضيب إلى الدوران، لأن الزخم الزاوي للإلكترون يتغير مع تغير المغنطة. يجب أن تكون هذه التجربة حساسة لأن الزخم الزاوي المرتبط بالإلكترونات صغير، لكنها أثبتت بشكل قاطع أن حركة الإلكترون من نوع ما هي المسؤولة عن المغنطة.

#### نموذج الغاز لشرودنغر
اقترح أينشتاين على إرفين شرودنغر أنه قد يكون قادرًا على إعادة إنتاج إحصائيات غاز بوز-أينشتاين من خلال التفكير في صندوق. ثم إلى كل حركة كمية محتملة لجسيم ما في صندوق، اربط مذبذبًا توافقيًا مستقلًا. عند حساب هذه المذبذبات، سيكون لكل مستوى رقم تعبئة صحيح، والذي سيكون عدد الجسيمات فيه.[بحاجة لمصدر]
هذه الصيغة هي شكل من أشكال التكميم الثاني، لكنها تسبق ميكانيكا الكم الحديثة. طبق إرفين شرودنغر هذا لاشتقاق الخصائص الديناميكية الحرارية للغاز المثالي شبه الكلاسيكي. حث شرودنغر أينشتاين على إضافة اسمه كمؤلف مشارك، على الرغم من أن أينشتاين رفض الدعوة.

#### ثلاجة أينشتاين
في عام 1926، شارك أينشتاين وتلميذه السابق ليو زيلارد في ابتكار ثلاجة أينشتاين (وفي عام 1930، حصلوا على براءة اختراع). كانت ثلاجة الامتصاص هذه ثورية بعد ذلك لعدم وجود أجزاء متحركة واستخدام الحرارة فقط كمدخل. في 11 نوفمبر 1930، مُنحت براءة الاختراع الأمريكية 1،781،541 لأينشتاين وليو زيلارد للثلاجة. لم يوضع اختراعهم على الفور في الإنتاج التجاري، وحصلت الشركة السويدية إلكترولوكس على أكثر براءات الاختراع الواعدة.

## التراث غير العلمي

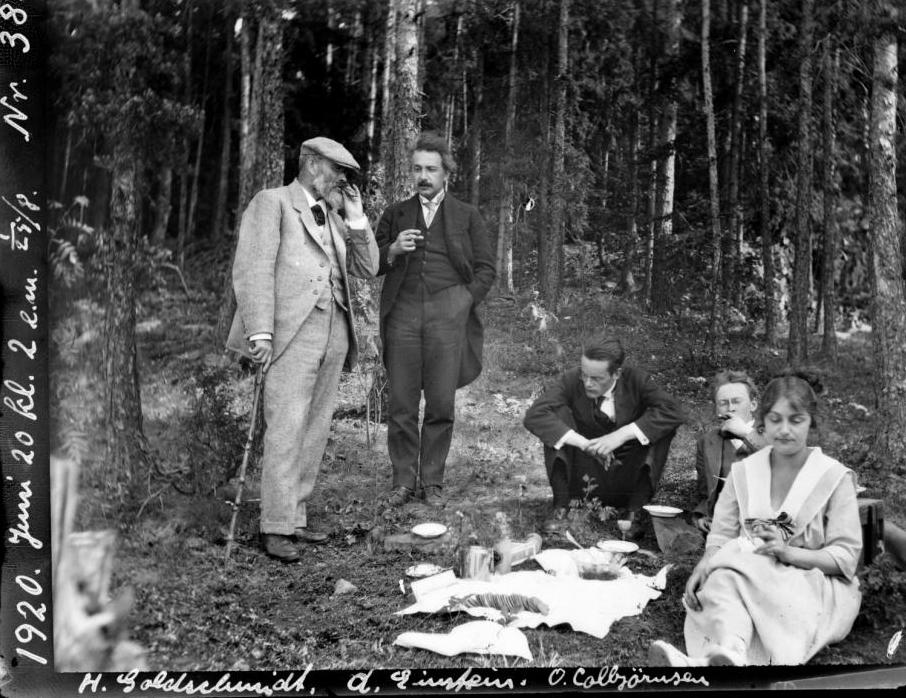
أينشتاين (الثاني من اليسار) في نزهة في أوسلو عام 1920. هينريتش جاكوب غولشميدت على اليسار، أولي كولبيورنسن في الوسط ويورغن فوجت خلف إلسا أينشتاين.

أثناء السفر، كتب أينشتاين يوميًا إلى زوجته إلسا وتبنى ابنتي زوجته مارغوت وإلس. ضمنت الرسائل في الأوراق التي ورثت للجامعة العبرية في القدس. سمحت مارجوت أينشتاين بإتاحة الرسائل الشخصية للجمهور، لكنها طلبت عدم القيام بذلك إلا بعد عشرين عامًا من وفاتها (توفيت عام 1986). قالت باربرا وولف، من أرشيف ألبرت أينشتاين في الجامعة العبرية، لبي بي سي إن هناك حوالي 3500 صفحة من المراسلات الخاصة المكتوبة بين عامي 1912 و1955.
رفعت دعوى الدعاية لأينشتاين في عام 2015 في محكمة محلية فيدرالية في ولاية كاليفورنيا. على الرغم من أن المحكمة رأت في البداية أن الحق قد انتهى، استئنف هذا الحكم على الفور، وأبطل القرار بالكامل فيما بعد. حصلت تسوية المطالبات الأساسية بين الطرفين في تلك الدعوى في نهاية المطاف. الحق واجب النفاذ، والجامعة العبرية في القدس هي الممثل الحصري لهذا الحق. قام كوربيس، الذي خلف وكالة روجر ريتشمان، بترخيص استخدام اسمه والصور المرتبطة به كوكيل للجامعة.
سمي جبل أينشتاين في سلسلة جبال باباروا في نيوزيلندا من بعده في عام 1970 من قبل قسم البحوث العلمية والصناعية.

## في الثقافة الشعبية

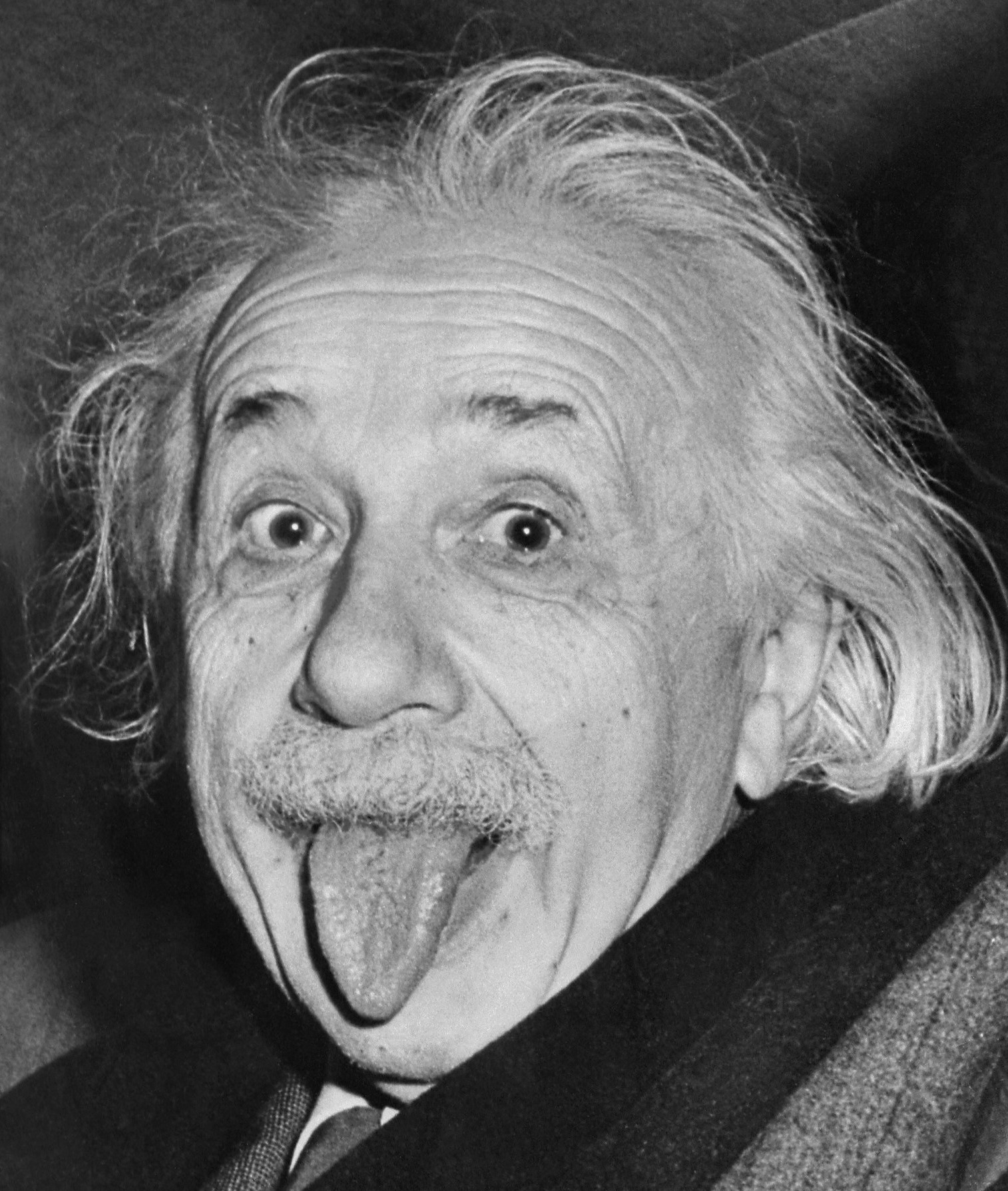
صورة شهيرة لألبرت أينشتاين التقطت عام 1951

أصبح أينشتاين أحد أشهر المشاهير العلميين، بدءً من تأكيد نظريته في النسبية العامة في عام 1919. على الرغم من أن عامة الناس لديهم القليل من الفهم لعمله، فقد اعترف به على نطاق واسع وتلقى الكثير من الدعاية والإعلان. في الفترة التي سبقت الحرب العالمية الثانية، نشرت صحيفة نيويوركر مقالًا صغيرًا في مقالها «حديث المدينة» يقول إن أينشتاين كان معروفًا جدًا في أمريكا لدرجة أنه سيُوقَف في الشارع من قبل أشخاص يريدون منه شرح «تلك النظرية». لقد اكتشف أخيرًا طريقة للتعامل مع الاستفسارات المستمرة. قال للمستفسرين «عفوا، آسف! أنا دائما يخلطون بي مع البروفيسور أينشتاين».
كان أينشتاين موضوعًا أو مصدر إلهام للعديد من الروايات والأفلام والمسرحيات والأعمال الموسيقية. إنه نموذج مفضل لتصوير الأساتذة شاردي الذهن؛ نسخ وجهه المعبّر وتسريحة شعره المميزة بشكل كبير والمبالغة فيه. كتب فريدريك جولدن من مجلة تايم أن أينشتاين كان «حلم رسام كاريكاتير يتحقق».
غالبًا ما يُنسب إليه الكثير من الاقتباسات الشعبية.

## الجوائز والتكريمات
حصل أينشتاين على العديد من الجوائز والأوسمة، وفي عام 1922، حصل على جائزة نوبل في الفيزياء لعام 1921 «لخدماته في الفيزياء النظرية، وخاصة لاكتشافه قانون التأثير الكهروضوئي». لم تستوف أي من الترشيحات في عام 1921 المعايير التي وضعها ألفريد نوبل، لذلك رحلت جائزة عام 1921 ومنحت لأينشتاين في عام 1922.